# Televisión

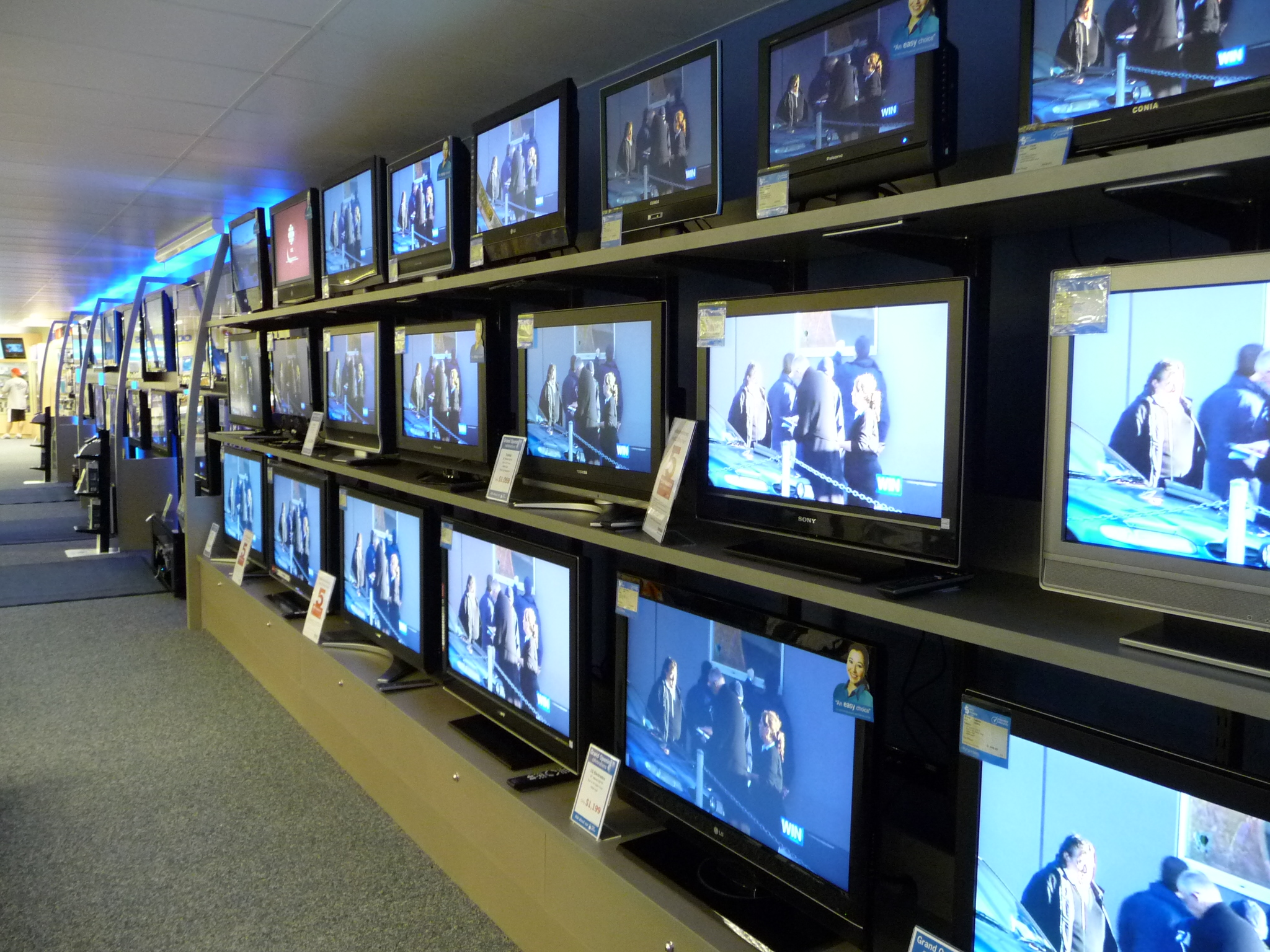
Actualmente la mayoría de los televisores a la venta son planos y digitales con tecnologías como LED, Plasma u otras.

La televisión es un sistema para la transmisión y recepción de imágenes y sonidos a distancia que simulan movimientos, que emplea un mecanismo de difusión. La transmisión puede ser efectuada por medio de ondas de radio, por redes de televisión por cable, televisión por satélite o por IPTV, que son las que existen en modalidades de señal abierta y televisión restringida (televisión por suscripción). El receptor de las señales es el televisor, aunque también recibe el nombre de "televisión", y se suele abreviar como "tele". La abreviatura común de televisión es "TV".
La palabra «televisión» es un híbrido de la voz griega τῆλε (tēle, «lejos») y la latina visiōnem (acusativo de visiō «visión»). El término televisión se refiere a todos los aspectos de transmisión y programación de televisión. A veces se abrevia como TV. Este término fue utilizado por primera vez en 1900 por el físico ruso Constantin Perskyi en el Congreso Internacional de Electricidad de París (CIEP).
La televisión es el medio de comunicación de masas por excelencia. Como se ve en los datos que demuestran que una persona promedio ve más de cuatro horas de televisión al día. También se estima que los niños pasan más tiempo viendo televisión (1023 horas anuales) que estudiando en la escuela (900 horas anuales). Esto causa un alto impacto a nivel social y pedagógico, por lo que es un objeto de estudio bastante común de la Filosofía y las Ciencias Sociales.
El Día mundial de la Televisión se celebra el 21 de noviembre en conmemoración de la fecha en la que tuvo lugar el primer Foro Mundial de Televisión en las Naciones Unidas en 1996.
Los servicios de provisión de contenidos en la modalidad de vídeo bajo demanda y/o internet streaming pueden ser también ofrecidos como servicios de televisión. La aparición de televisores que pueden conectarse a Internet en los últimos años de la primera década del siglo XXI abre la posibilidad de la denominada televisión inteligente en donde se mezclan y conjugan contenidos de la transmisión convencional (broadcast) con otros que llegan vía Internet.

## Historia

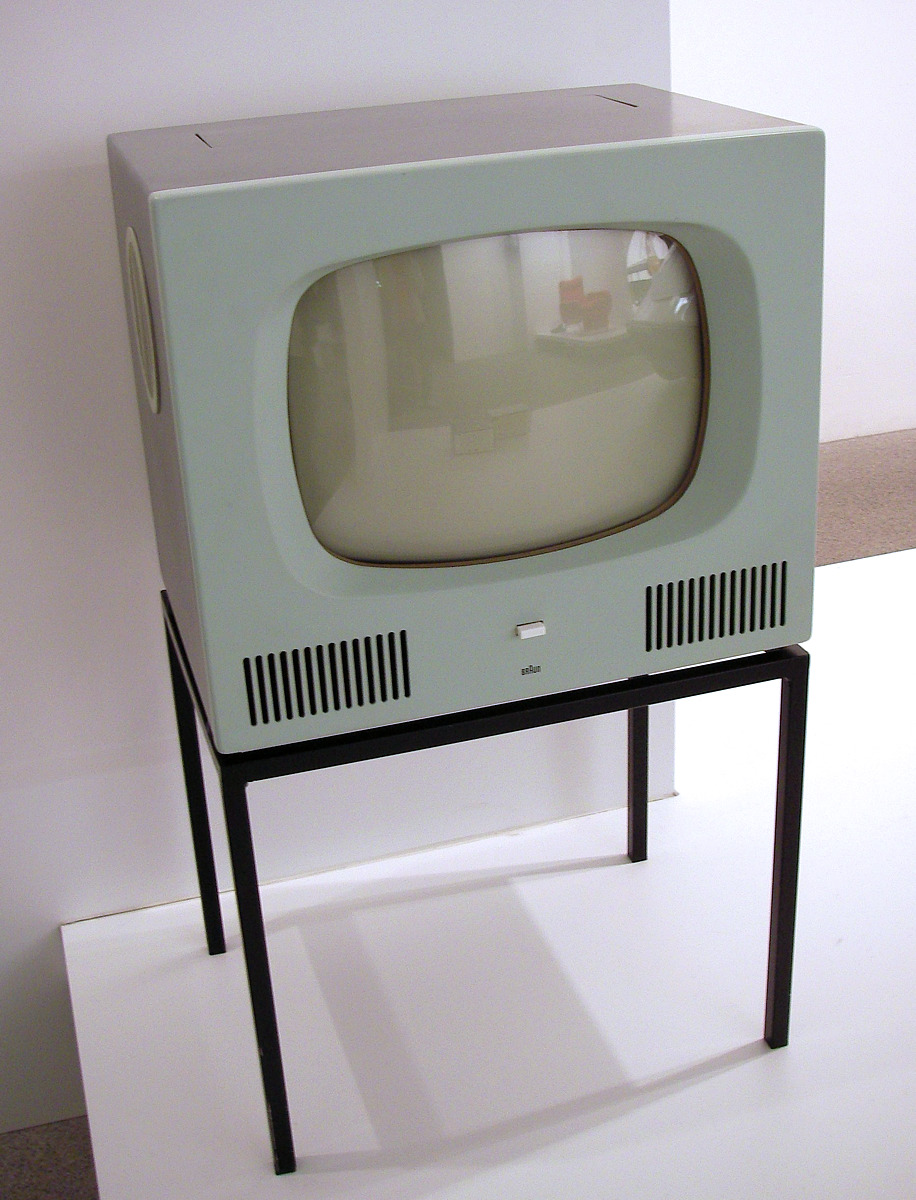
Televisor Braun HF 1, un modelo alemán de los años 1950.

El concepto de televisión (visión a distancia) se puede rastrear hasta Galileo Galilei y su telescopio. Sin embargo no es hasta 1884, con la invención del Disco de Nipkow de Paul Nipkow cuando se hiciera un avance relevante para crear un medio. El cambio que traería la televisión tal y como hoy la conocemos fue la invención del iconoscopio de Vladímir Zvorykin y Philo Farnsworth. Esto daría paso a la televisión completamente electrónica, que disponía de una mayor definición de imagen y de iluminación propia.

### Primeros desarrollos
En 1922 el inventor escocés John Logie Baird efectúa la primera experiencia real utilizando dos discos, uno en el emisor y otro en el receptor, que estaban unidos al mismo eje para que su giro fuera síncrono y separados por 2 mm.
En 1922, investigó la posibilidad de transmitir imágenes a distancia, y en 1924 consiguió transmitir la imagen parpadeante de una cruz de Malta.[cita requerida]
El 26 de enero de 1926, realizó en su laboratorio del número 22 de Frith Street, en el Distrito de Soho, Londres la primera demostración pública de un sistema real de televisión ante un grupo de científicos: Su muñeco, la vieja marioneta Bill, fue el primer ser en aparecer en una pantalla de televisión. La imagen tenía una resolución de apenas 25 líneas y era diminuta, pero el rostro era perfectamente reconocible.
En 1926 logró, por medio de un cable telefónico, transmitir una señal de televisión entre Glasgow y Londres fundando, en ese mismo año, la Baird Television Development Company, Ltd, con la idea de comercializar el invento. Por ese tiempo, mejoró la velocidad de barrido a 12,5 imágenes por segundo. Fue la primera demostración de un sistema de televisión que podría transmitir imágenes en movimiento en directo con la graduación de tono. Y en ese mismo año, en abril, los Laboratorios Bell de Estados Unidos exhiben una pantalla de televisión (o receptor) gigante de 2500 elementos de imagen: formado por una trama de 50 columnas de 50 lámparas de neón cada una, permite mostrar imágenes en movimiento de gran formato. Pese a que las lamparillas se fundían con frecuencia y debían ser repuestas, fue capaz de demostrar la viabilidad del invento en un formato grande.[cita requerida]
El 3 de julio de 1928, mostró la primera transmisión a color, usando discos de escaneo en los extremos de la transmisión y recepción con tres espirales de aperturas, cada espiral con un filtro de color primario diferente, y tres fuentes de luz en el extremo receptor, con un conmutador para alternar su iluminación. Ese mismo año, también demostró la televisión estereoscópica.
En 1927, transmitió señales a una distancia de 705 km por una línea telefónica, entre Londres y Glasgow; Baird transmitió las primeras imágenes a larga distancia de televisión al Hotel Central, en la Estación Central de Glasgow. Esa transmisión fue la respuesta de Baird, a una transmisión de larga distancia de 330 km, entre las estaciones de AT&T Bell Labs. Las estaciones de Bell estaban en Nueva York y en Washington D. C. La transmisión anterior se llevó a cabo en abril de 1927, un mes antes de la manifestación de Baird.

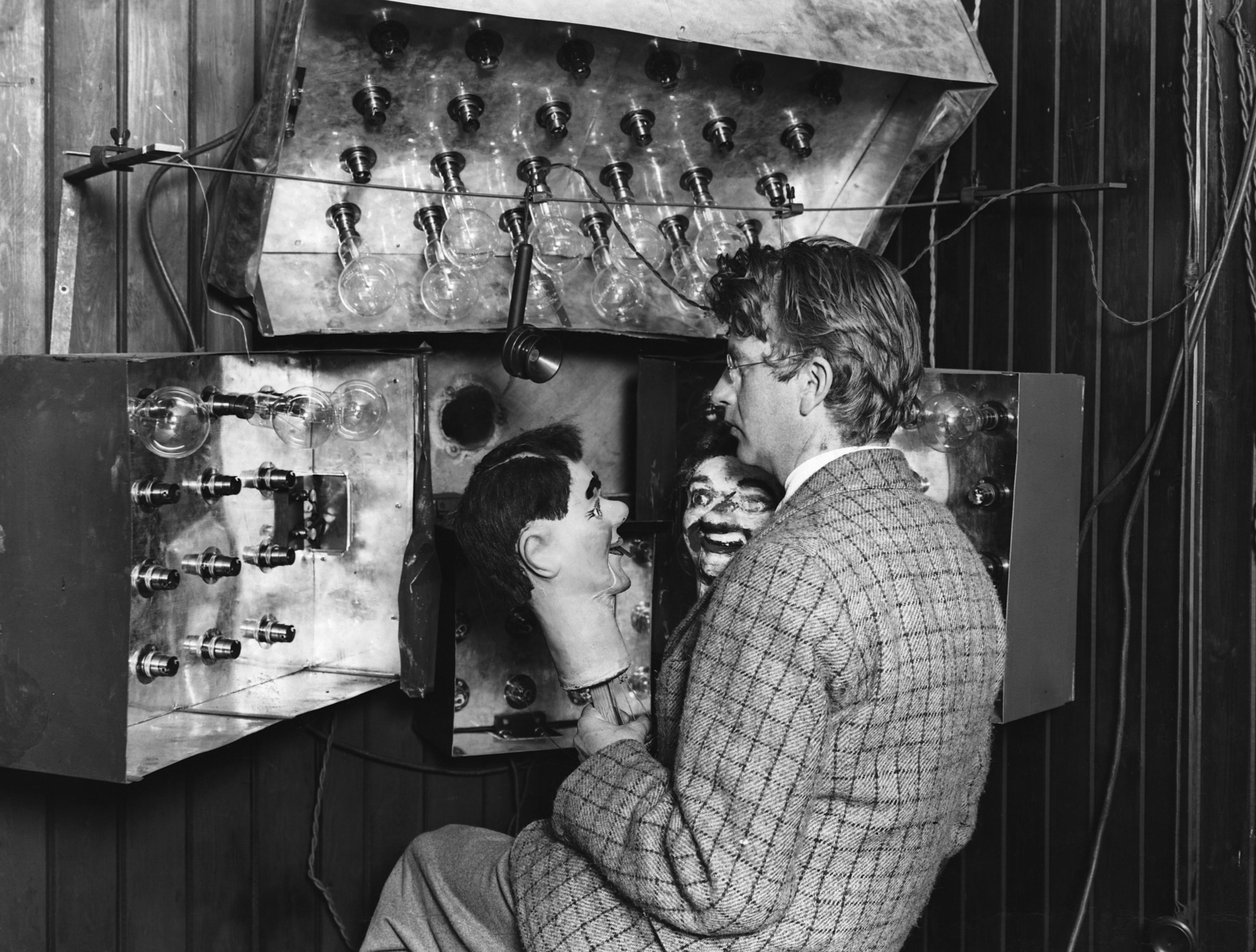
John Logie Baird y su receptor de televisión. Este fue uno de los primeros sistemas de televisión del mundo, con el cual Baird demostró la transmisión de imágenes en movimiento en 1925.

En 1928, consiguió transmitir imágenes de Londres a Nueva York por medio de señales de radio y también desde mitad del Atlántico, a bordo de un trasatlántico: para ello, instaló una pequeña emisora de televisión a bordo, donde tenía pensado inventar algo que se viera movido es decir como un canal.[cita requerida]
En 1929, su sistema de barrido mecánico de 240 líneas fue adoptado de manera experimental por la British Broadcasting Corporation (BBC). Hacia 1930 se comercializó, ante el desarrollo espectacular del invento, el modelo de televisor Plessey, con el cual los espectadores británicos (se calcula que eran en torno a 3000) podían seguir las emisiones experimentales de la época; los más aventureros podían montar su propio receptor, adquiriendo un kit de piezas desmontadas.[cita requerida]
En esa misma época (hacia 1929-1930), la Oficina de Correos de Alemania estaba trabajando, simultánea e independientemente, en un sistema de emisión de televisión basado en su sistema electromecánico (la televisión fernkino). Fue entonces cuando científicos alemanes requirieron sus servicios para poner a punto la televisión alemana: gracias a su ayuda técnica y logística, Alemania fue la primera nación en disponer de una red de televisión por cable; las Olimpiadas de 1936 fueron las primeras del mundo en ser radiadas por televisión desde la emisora «Paul Nipkow», instalada en Berlín: aunque la potencia de salida no era elevada, los berlineses (y otras ciudades cercanas) pudieron disfrutar del acto de inauguración (y de las demás retransmisiones deportivas) en días sucesivos. La radiotelevisión alemana se mantuvo en funcionamiento hasta 1944: ese año, los bombardeos aliados terminaron con las emisiones regulares realizadas desde Berlín.[cita requerida]
Hacia 1932, Baird y sus técnicos habían instalado emisoras de televisión en París (en la última planta de la Torre Eiffel), Berlín, Roma (las tres eran las mejores de su época: emitían 60 líneas por imagen), Londres y Moscú, así como otras de menor importancia: estas últimas tenían una calidad de entre 30 y 50 líneas de resolución.
Sin embargo, la apuesta de los británicos (BBC) y estadounidenses por el sistema electrónico de exploración (tubo de imagen, comercializado por Marconi) le hizo perder la delantera: en 1937, la BBC emitía programas en pruebas, alternando las 405 líneas del sistema Marconi y las 240 de Baird; la idea era que los espectadores votaran por el sistema que, a su juicio, era de mejor calidad: Baird perdió.[cita requerida]
Aunque mejoró notablemente su sistema electromecánico de exploración (llegó hasta las 325 líneas y posteriormente a 400), no pudo competir contra la mejor imagen y definición del sistema electrónico, quedando su sistema de emisión relegado al olvido.[cita requerida]

## Inicios

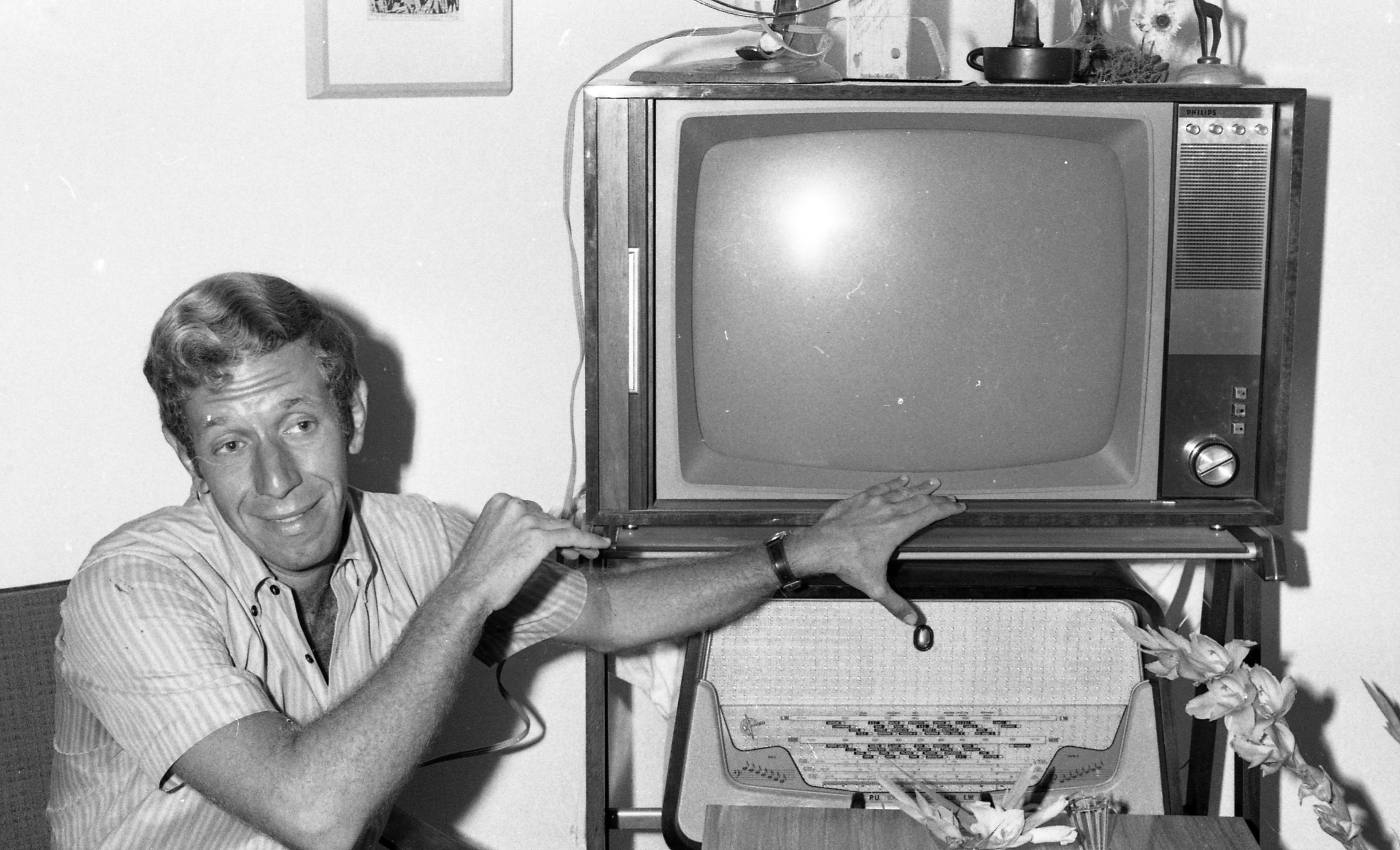
Televisión blanco y negro en Israel, 1969.

Las primeras emisiones públicas de televisión las efectuó la BBC One de la BBC en Inglaterra el 2 de noviembre de 1936, la NBC en los Estados Unidos el 30 de abril de 1939. En ambos casos ya se utilizaron sistemas electrónicos, aunque los programas no se emitían con un horario regular.
La primera emisora fue creada en agosto de 1927 en su casa por Manfred von Ardenne. En 1928, se hizo cargo de su herencia con control total sobre cómo podría gastarse, y estableció su propio laboratorio de investigación privada Forschungslaboratorium für Elektronenphysik, en Berlin-Lichterfelde, para llevar a cabo su propia investigación en tecnología de radio y televisión y microscopía electrónica. Inventó el microscopio electrónico de barrido. En la Muestra de Radio de Berlín en agosto de 1931, Ardenne dio al mundo la primera demostración pública de un sistema de televisión utilizando un tubo de rayos catódicos para transmisión y recepción. (Ardenne nunca desarrolló un tubo de cámara, usó la CRT en su lugar como un escáner de punto volante para escanear diapositivas y película.) Ardenne logra su primera transmisión de imágenes de televisión el 24 de diciembre de 1933, seguido de pruebas para un servicio público de televisión en 1934. el primer servicio mundial de televisión electrónicamente escaneada comenzó en Berlín en 1935, con el establecimiento de la Fernsehsender «Paul Nipkow», que culminó con la emisión en directo de los Juegos Olímpicos de Berlín 1936 desde Berlín a lugares públicos en toda Alemania.
Las emisiones con programación se iniciaron en Inglaterra en 1936, y en Estados Unidos el 30 de abril de 1939, coincidiendo con la inauguración de la Exposición Universal de Nueva York. Las emisiones programadas se interrumpieron durante la Segunda Guerra Mundial, reanudándose cuando terminó.

### Televisión electrónica
En 1937 comenzaron las transmisiones regulares de TV electrónica en Francia y en el Reino Unido. Esto llevó a un rápido desarrollo de la industria televisiva y a un rápido aumento de telespectadores, aunque los televisores eran de pantalla pequeña y muy caros. Estas emisiones fueron posibles por el desarrollo del tubo de rayos catódicos y el iconoscopio.

#### Captación de imagen
El iconoscopio está basado en el principio de emisión fotoeléctrica: la imagen se proyecta sobre un mosaico formado por células fotoeléctricas que emiten electrones que originan la señal de imagen. Se usó en Estados Unidos entre 1936 y 1946.
El vidicón es un tubo de 2,2 cm de diámetro y 13,3 cm de largo basado en la fotoconductividad de algunas sustancias. La imagen óptica se proyecta sobre una placa conductora que, a su vez, es explorada por el otro lado mediante un rayo de electrones muy fino.
El plumbicón está basado en el mismo principio que el vidicón, sin embargo, su placa fotoconductora está formada por tres capas: la primera, en contacto con la placa colectora, y la tercera están formadas por un semiconductor; la segunda, por óxido de plomo. De este modo, se origina un diodo que se halla polarizado inversamente; debido a ello, la corriente a través de cada célula elemental, en ausencia de luz, es extraordinariamente baja y la sensibilidad del plumbicón, bajo estas características, muy elevada.
En la actualidad se usan cámaras digitales basadas en la tecnología CCD que consiste en sensores de circuitos integrados que reciben la imagen y la convierten en señales eléctricas digitales que pueden ser tratadas y transmitidas. Esta tecnología tiene las ventajas de un tamaño más compacto y la capacidad de manejar altas resoluciones.

#### La señal de vídeo
La señal de vídeo es una señal eléctrica variable (análoga) que contiene diferentes tensiones (voltaje) dependiendo de la luminosidad de la imagen a transmitir, y señales de sincronismo de línea y cuadro. Es una señal transducida de la imagen, contiene la información de ésta de forma analógica, pero es necesario, para su recomposición, que haya un perfecto sincronismo entre la deflexión de exploración y la deflexión en la representación.
En los sistemas empleados la tensión varía entre 0 y 1 V (0,7 para la señal de imagen y 0,3 para sincrónicos).
La exploración de una imagen se realiza mediante su descomposición, primero en fotogramas a los que se llaman cuadros y luego en líneas, leyendo cada cuadro. Para determinar el número de cuadros necesarios para que se pueda recomponer una imagen en movimiento, así como el número de líneas para obtener una óptima calidad en la reproducción y la óptima percepción del color (en la TV en color), se realizaron numerosos estudios empíricos y científicos del ojo humano y su forma de percibir. Se obtuvo que el número de cuadros debía de ser al menos de 24 al segundo (luego se emplearon por otras razones 25 y 30) y que el número de líneas debía de ser superior a las 300.
La señal de vídeo la componen la propia información de la imagen correspondiente a cada línea (en la mayoría de países europeos y africanos 625 líneas y en gran parte de Asia y América 525 por cada cuadro) agrupadas en dos campos, las líneas impares y las pares de cada cuadro. A esta información hay que añadir la de sincronismo, tanto de cuadro como de línea, esto es, tanto vertical como horizontal. Al estar el cuadro dividido en dos campos tenemos por cada cuadro un sincronismo vertical que nos señala el comienzo y el tipo de campo, es decir, cuando empieza el campo impar y cuando empieza el campo par. Al comienzo de cada línea se añade el pulso de sincronismo de línea u horizontal (modernamente con la TV en color también se añade información sobre la dominante del color).
La codificación de la imagen se realiza entre 0 V para el negro y 0,7 V para el blanco. Para los sincronismos se incorporan pulsos de -0,3 V, lo que da una amplitud total de la forma de onda de vídeo de 1 V. Los sincronismos verticales están constituidos por una serie de pulsos de -0,3 V que proporcionan información sobre el tipo de campo e igualan los tiempos de cada uno de ellos.
El sonido, llamado audio, es tratado por separado en toda la cadena de producción y luego se emite junto al vídeo en una portadora situada al lado de la encargada de transportar la imagen.

### El desarrollo de la TV

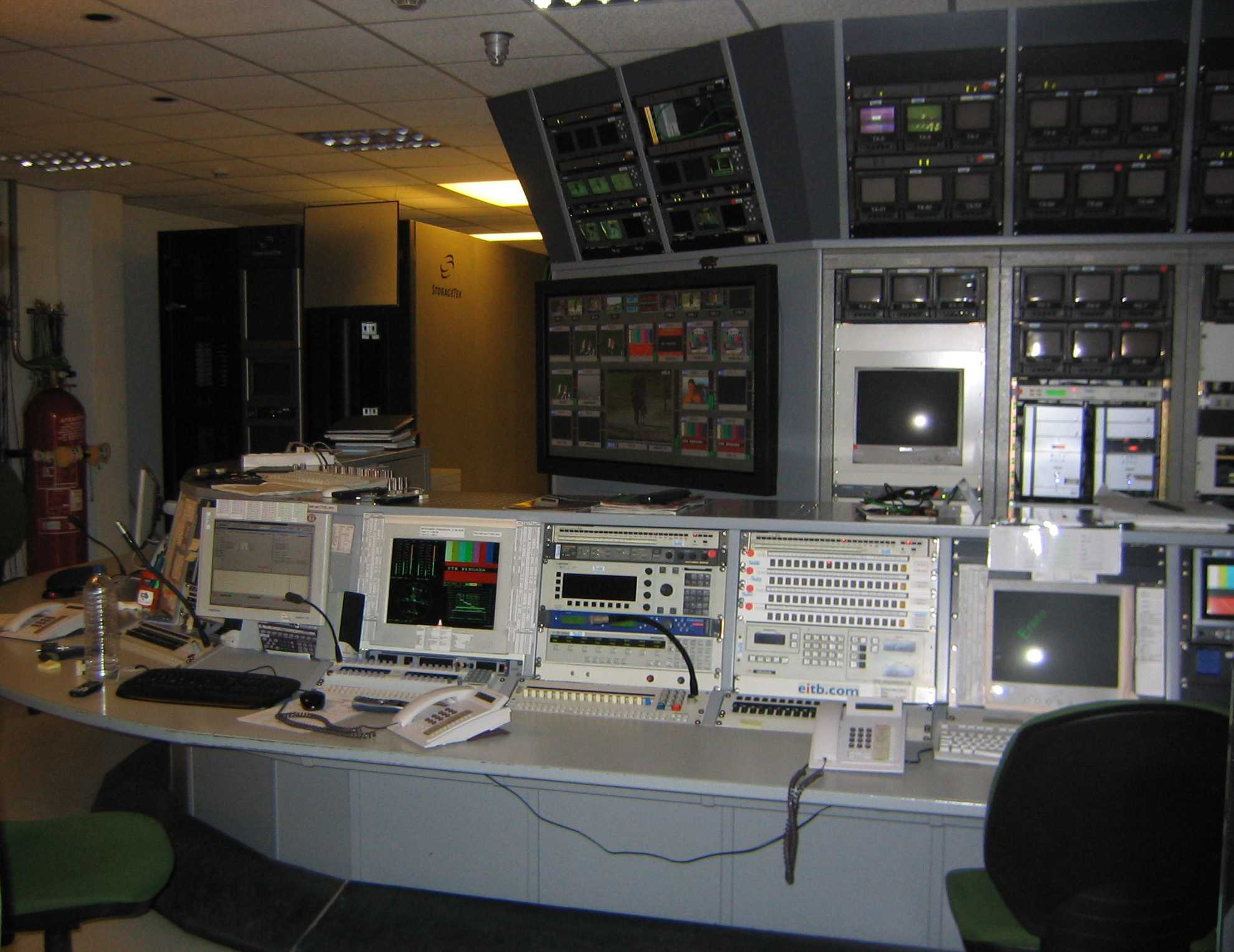
Control Central en un centro emisor de TV.

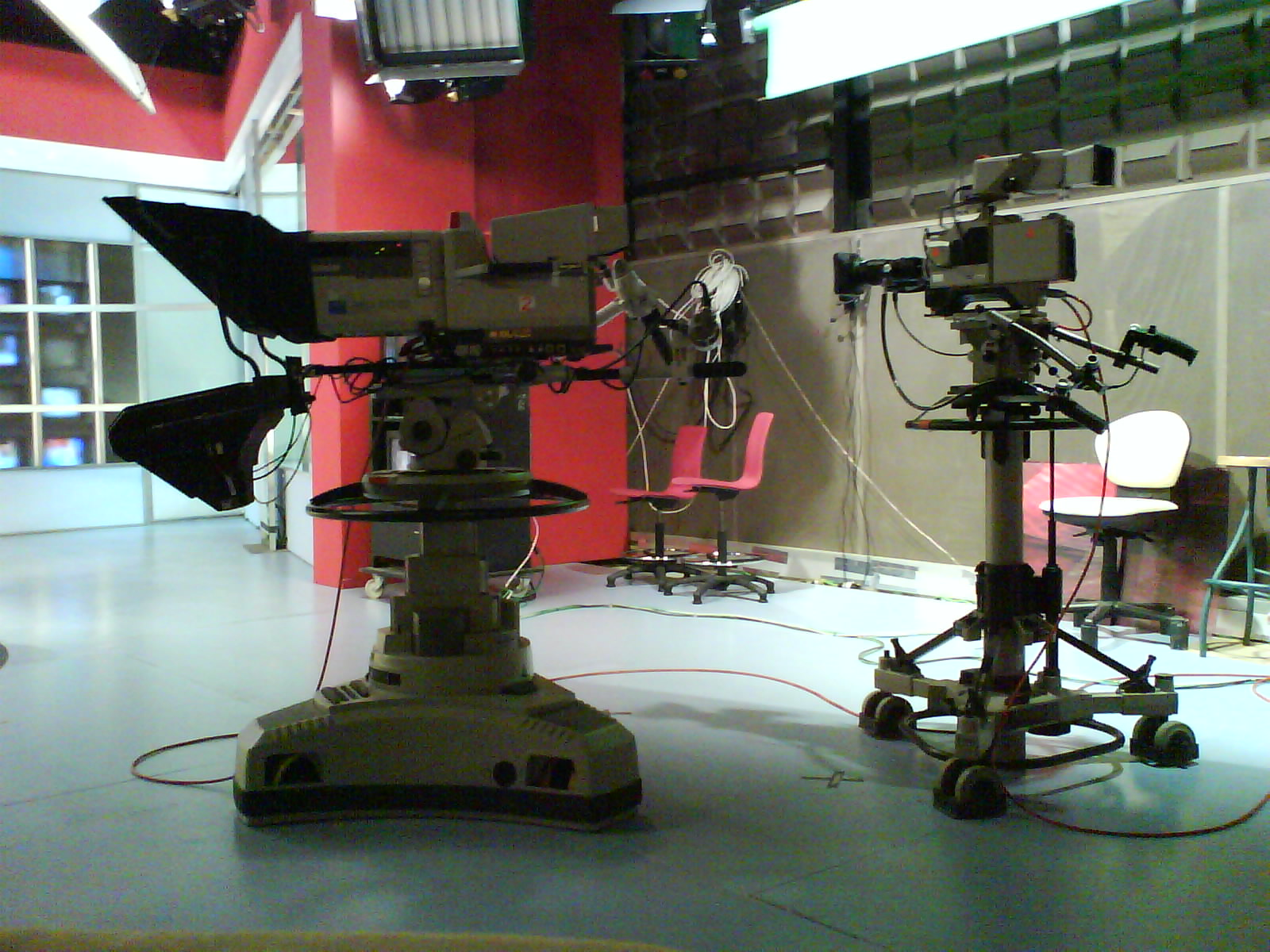
Cámaras en un plató de TV.

Es a finales del siglo XX cuando la televisión se convierte en una verdadera bandera tecnológica de los países y cada uno de ellos va desarrollando sus sistemas de TV nacionales y privados. En 1953 se crea Eurovisión que asocia a muchos países de Europa conectando sus sistemas de TV mediante enlaces de microondas. Unos años más tarde, en 1960, se crea Mundovisión que comienza a realizar enlaces con satélites geoestacionarios cubriendo todo el mundo.
La producción de televisión se desarrolló con los avances técnicos que permitieron la grabación de las señales de vídeo y audio. Esto permitió la realización de programas grabados que podrían ser almacenados y emitidos posteriormente. A finales de los años 50 del siglo XX se desarrollaron los primeros magnetoscopios y las cámaras con ópticas intercambiables que giraban en una torreta delante del tubo de imagen. Estos avances, junto con los desarrollos de las máquinas necesarias para la mezcla y generación electrónica de otras fuentes, permitieron un desarrollo muy alto de la producción.
En los años 70 se implementaron las ópticas Zoom y se empezaron a desarrollar magnetoscopios más pequeños que permitían la grabación de las noticias en el campo. Nacieron los equipos de periodismo electrónico o [ENG. Poco después se comenzó a desarrollar equipos basados en la digitalización de la señal de vídeo y en la generación digital de señales, nacieron de esos desarrollos los efectos digitales y las paletas gráficas. A la vez que el control de las máquinas permitía el montaje de salas de postproducción que, combinando varios elementos, podían realizar programas complejos.
El desarrollo de la televisión no se paró con la transmisión de la imagen y el sonido. Pronto se vio la ventaja de utilizar el canal para dar otros servicios. En esta filosofía se implementó, a finales de los años 80 del siglo XX el teletexto que transmite noticias e información en formato de texto utilizando los espacios libres de información de la señal de vídeo. También se implementaron sistemas de sonido mejorado, naciendo la televisión en estéreo o dual y dotando al sonido de una calidad excepcional, el sistema que logró imponerse en el mercado fue el NICAM.

#### La televisión en color

NTSC
PAL, o cambiando a PAL
SECAM
Sin informaciónDistribución de los sistemas de TV en el mundo.

Ya en 1928 se desarrollaron experimentos de la transmisión de imágenes en color en los cuales también tomo parte el ingeniero escocés John Logie Baird. En 1940, el ingeniero mexicano del Instituto Politécnico Nacional Guillermo González Camarena desarrolló y patentó, tanto en México como en Estados Unidos, un Sistema Tricromático Secuencial de Campos. En 1948, el inventor estadounidense Peter Goldmark, quien trabajaba para Columbia Broadcasting System, basándose en las ideas de Baird y González Camarena, desarrolló un sistema similar llamado Sistema Secuencial de Campos, que la empresa adquirió para sus transmisiones televisivas.
Entre los primeros sistemas de televisión en color desarrollados, estuvo un sistema con transmisión simultánea de las imágenes de cada color con receptor basado en un tubo electrónico denominado trinoscope (trinoscopio, en español) desarrollado por la empresa Radio Corporation Of America (RCA). Las señales transmitidas por este sistema ocupaban tres veces más espectro radioeléctrico que las emisiones monocromáticas y, además, era incompatible con ellas a la vez que muy costoso. El elevado número de televisores en blanco y negro que ya había en Estados Unidos, exigía que el sistema de color que se desarrollara fuera compatible con los receptores monocromáticos. Esta compatibilidad debía realizarse en ambos sentidos, de modo que las emisiones en color fueran recibidas en receptores para blanco y negro y a la inversa. Este sistema fue abandonado.
Para el desarrollo de sistemas viables de televisión en color, surgieron los conceptos de luminancia y de crominancia. La primera representa la información del brillo de la imagen, lo que corresponde a la señal básica en blanco y negro, mientras que la segunda es la información del color. Estos conceptos habían sido expuestos anteriormente por el ingeniero francés Georges Valensi en 1938, cuando creó y patentó un sistema de transmisión de televisión en color, compatible con equipos para señales en blanco y negro.
En 1950, Radio Corporation of America desarrolló un nuevo tubo de imagen con tres cañones electrónicos, implementados en un solo elemento, que emitían haces que chocaban contra pequeños puntos de fósforo de color, llamados luminóforos, mediante la utilización de una máscara de sombras que permitía prescindir de los voluminosos trinoscopios, anteriormente desarrollados por la empresa. Los electrones de los haces al impactar contra los luminóforos emiten luz del color primario (azul, rojo y verde) correspondiente que mediante la mezcla aditiva genera el color original. En el emisor (la cámara) se mantenían los tubos separados, uno por cada color primario. Para la separación, se hacen pasar los rayos luminosos que conforman la imagen por un prisma dicroico que filtra cada color primario a su correspondiente captador.

#### Sistemas actuales de televisión en color

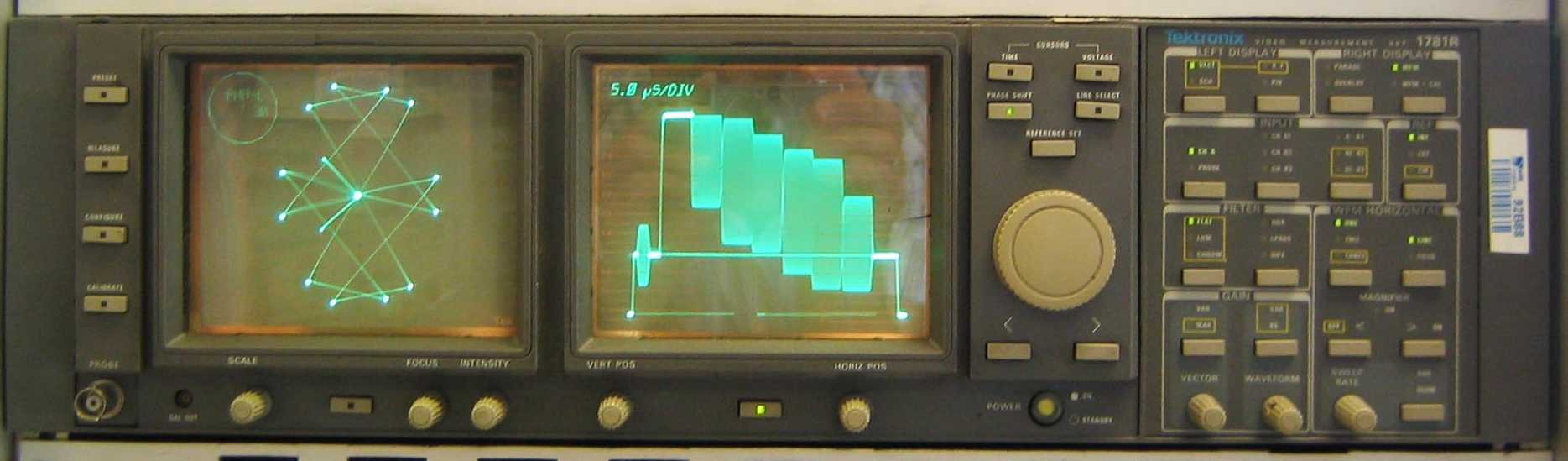
Barras de color EBU vistas en un monitor de forma de onda y un vectoscopio.

El primer sistema de televisión en color que respetaba la doble compatibilidad con la televisión monocroma fue desarrollado en 1951 por la empresa estadounidense Hazeltine Corporation, bajo la supervisión de Arthur Loughren, vicepresidente de la empresa y Charles Hirsch, Ingeniero Jefe de la División de Investigación. Este sistema fue adoptado en 1953 por la Federal Communications Commission (Comisión Federal de Comunicaciones de Estados Unidos) y se conoció como NTSC. El sistema tuvo éxito y se extendió a buena parte de los países americanos y algunos países asiáticos, como Japón.
Las señales básicas del sistema NTSC son la luminancia (Y) y las componentes de diferencia de color, R-Y y B-Y (es decir, el rojo menos la luminancia y el azul menos la luminancia). Este par de componentes permite dar un tratamiento diferenciado al color y al brillo. El ojo humano es mucho más sensible a las variaciones y definición del brillo que a las del color y esto hace que los anchos de banda de ambas señales sean diferentes, lo cual facilita su transmisión, ya que ambas señales se deben implementar en la misma banda cuyo ancho es ajustado.
El sistema NTSC emplea dos señales portadoras de la misma frecuencia para los componentes de diferencia de color, aunque desfasadas en 90°, moduladas con portadora suprimida por modulación de amplitud en cuadratura. Al ser sumadas, la amplitud de la señal resultante indica la saturación del color y la fase es el tinte o tono del mismo. Esta señal se llama de crominancia. Los ejes de modulación, denominados I (en fase) y Q (en cuadratura) están situados de tal forma que se cuida la circunstancia de que el ojo es más sensible a los colores amarillo, rojo, verde y naranja, esto es que el eje I se orienta hacia el naranja y el Q hacia el color magenta. Al ser la modulación con portadora suprimida, es necesario enviar una ráfaga o salva de la misma para que los generadores del receptor puedan sincronizarse con ella. Esta ráfaga suele ir en el pórtico anterior o inicio del pulso de sincronismo de línea. La señal de crominancia se suma a la de luminancia componiendo la señal total de la imagen. Las modificaciones en la fase de la señal de vídeo cuando ésta es transmitida producen errores de tinte.
El sistema de televisión cromática NTSC fue la base de la cual partieron otros investigadores, principalmente europeos. En Alemania, un equipo dirigido por el ingeniero Walter Bruch desarrolló un sistema que subsanaba los errores de fase, y que fue denominado PAL (Phase Altenating Line, Línea de Fase Alternada, por sus siglas en inglés). Para lograr este cometido, la fase de la subportadora se alterna en cada línea. La subportadora que modula la componente R-Y, que en el sistema PAL se llama V, tiene una fase de 90° en una línea y de 270° en la siguiente. Esto hace que los errores de fase que se produzcan en la transmisión (y que afectan igual y en el mismo sentido a ambas líneas) se compensen a la representación de la imagen al verse una línea junto a la otra. Si la integración de la imagen para la corrección del color la realiza el propio ojo humano, entonces el sistema se denomina PAL S (PAL Simple) y si se realiza mediante un circuito electrónico, es el PAL D (PAL Delay, retardado).
En Francia, el investigador Henri de France desarrolló un sistema diferente, denominado SECAM (siglas de SÉquentiel Couleur À Mémoire, Color secuencial con memoria, por sus siglas en francés) que basa su actuación en la trasmisión secuencial de cada componente de color que modula en FM de tal forma que en una línea aparece una componente de color y en la siguiente la otra. Luego, el receptor las combina para deducir el color de la imagen. El PAL fue propuesto como sistema de color paneuropeo en la Conferencia de Oslo de 1966. Pero no se llegó a un acuerdo y como resultado, los gobiernos de los países de Europa Occidental, con la excepción de Francia, adoptaron el PAL, mientras que los de Europa Oriental y Francia el SECAM.
Todos los sistemas tienen ventajas e inconvenientes. Mientras que el NTSC y el PAL dificultan la edición de la señal de vídeo por su secuencia de color en cuatro y ocho campos, respectivamente, el sistema SECAM hace imposible el trabajo de mezcla de señales de vídeo.
El incidente del episodio animado Dennō Senshi Porygon ocurrido el 16 de diciembre de 1997, marcó un antes y después en la industria televisiva. El mismo mostraba una secuencia de luces parpadeantes rojo/azul que originaron ataques de epilepsia simultáneos en aproximadamente 680 espectadores (casi todos niños) susceptibles, lo que ocasionó una tragedia comentada en los días posteriores por numerosos medios internacionales (aunque la histeria colectiva indujo a que más de 12 000 niños presentaran síndromes similares a la epilepsia).
A partir de ese momento, el episodio fue retirado del aire permanentemente y se impusieron ciertas reglas a las cadenas televisivas para la emisión de series, como por ejemplo:
- Las imágenes parpadeantes no deben brillar más de 3 veces por segundo.
- Las imágenes parpadeantes no deben durar más de 2 segundos en pantalla.
- Los círculos concéntricos y demás juegos visuales no deben ocupar todo el espacio de la pantalla.

Estas normas siguen vigentes, sin embargo, los nuevos receptores de televisión digital (LCD, plasma, led, OLED, etc.) poseen un riesgo mucho menor de provocar estos problemas.

#### La alta definición
El sistema de televisión de definición estándar, conocido por la sigla "SD", tiene en su versión digital, una definición de 720x576 píxeles (720 puntos horizontales en cada línea y 576 puntos verticales que corresponden a las líneas activas de las normas de 625 líneas) con un total de 414 720 píxeles. En las normas de 525 líneas se mantienen los puntos por línea, pero el número de líneas activas es solo de 480, lo que da un total de píxeles de 388 800 siendo los píxeles levemente anchos en PAL y levemente altos en NTSC.
Se han desarrollado 28 sistemas diferentes de televisión de alta definición. Hay diferencias en cuanto a relación de cuadros, número de líneas y píxeles y forma de barrido. Todos ellos se pueden agrupar en cuatro grandes grupos, de los cuales dos ya han quedado obsoletos (los referentes a las normas de la SMPTE 295M, 240M y 260M) manteniéndose otros dos que difieren, fundamentalmente, en el número de líneas activas, uno de 1080 líneas activas (SMPT 274M) y el otro de 720 líneas activas (SMPT 269M).
En el primero de los grupos, con 1080 líneas activas, se dan diferencias de frecuencia de cuadro y de muestras por línea (aunque el número de muestras por tiempo activo de línea se mantiene en 1920) también la forma de barrido cambia, hay barrido progresivo o entrelazado. De la misma forma ocurre en el segundo grupo, donde las líneas activas son 720, teniendo 1280 muestras por tiempo de línea activo. En este caso la forma de barrido es siempre progresiva.
En el sistema de HD de 1080 líneas y 1920 muestras por línea tenemos 2 073 600 pixeles en la imagen y en el sistema de HD de 720 líneas y 1280 muestras por líneas tenemos 921 600 píxeles en la pantalla. En relación con los sistemas convencionales, tenemos que la resolución del sistema de 1080 líneas es 5 veces mayor que el del PAL y cinco veces y media que el del NTSC. Con el sistema de HD de 720 líneas es un 50 % mayor que en PAL y un 66 % mayor que en NTSC.
La alta resolución requiere también una redefinición del espacio de color cambiando el espacio de color a Rec.709.

#### La relación de aspecto

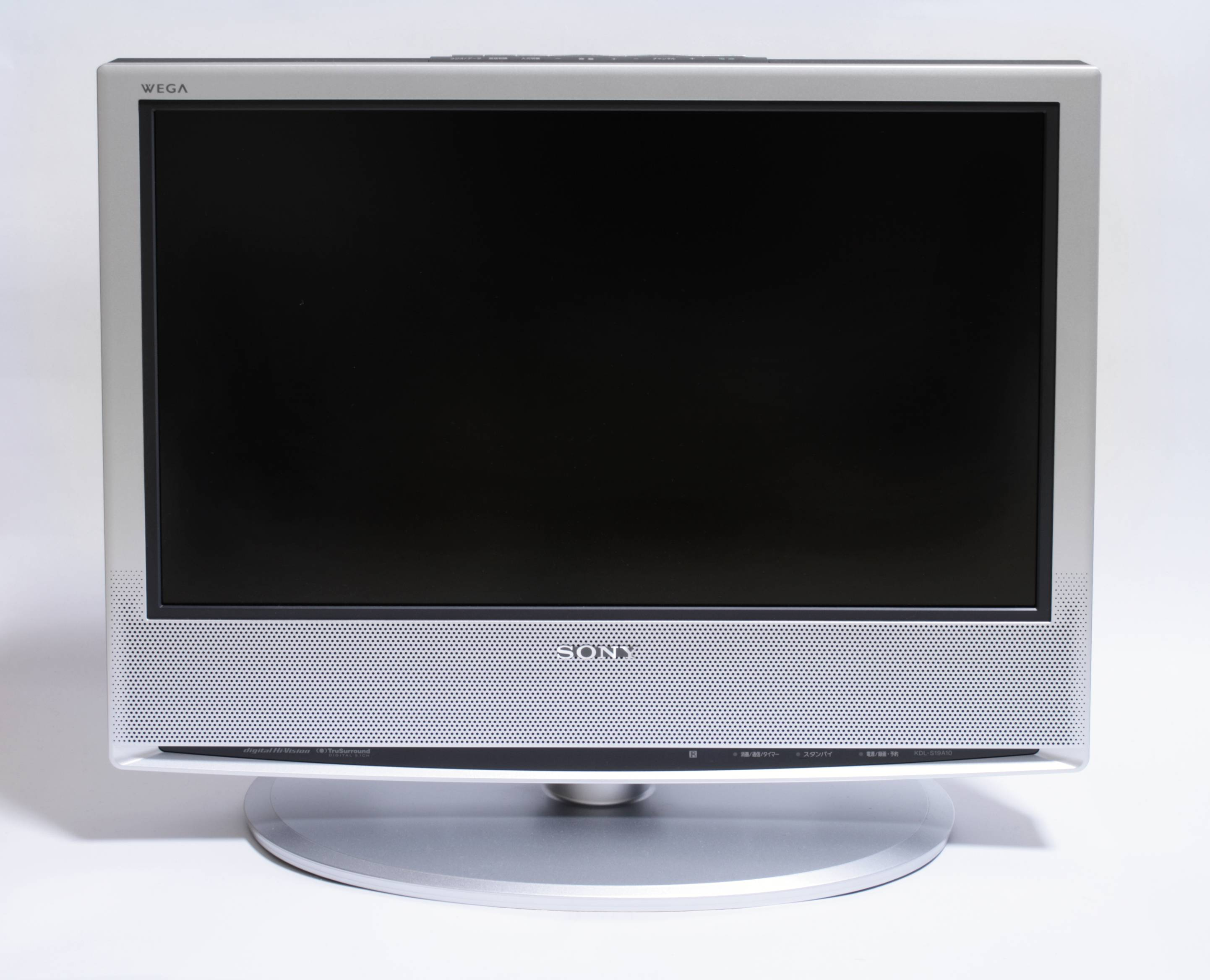
Televisor LCD de la compañía Sony. Nótese la relación de aspecto 16:9 adoptada por los nuevos receptores de TV digital.

En la década de 1990 se empezaron a desarrollar los sistemas de televisión de alta definición. Todos estos sistemas, en principio analógicos, aumentaban el número de líneas de la imagen y cambiaban la relación de aspecto (relación entre la anchura y la altura de la imagen) pasando del formato utilizado hasta entonces de 4:3, al de 16:9. Este nuevo formato, más agradable a la vista se estableció como norma, incluso en emisiones de definición estándar. Este cambio fue influido por la emisión y demanda cada vez más común de películas (normalmente proyectadas en pantallas de cine rectangulares) en la televisión. La compatibilidad entre ambas relaciones de aspecto se puede realizar de diferentes formas:
- Una imagen de 4:3 que sea observada en una pantalla de 16:9 puede presentarse de tres formas diferentes:
  - con barras negras verticales a cada lado (pillarbox), con lo que se mantiene la relación de 4:3 pero se pierde parte de la zona activa de la pantalla;
  - ampliando la imagen hasta que ocupe toda la pantalla horizontalmente. Se pierde parte de la imagen por la parte superior e inferior de la misma;
  - deformando la imagen para adaptarla al formato de la pantalla. Se usa toda la pantalla y se ve toda la imagen, pero con la geometría alterada, ya que los círculos se transforman en elipses con su eje mayor orientado horizontalmente.
- Una imagen de 16:9 observada en pantallas de 4:3, de forma similar, puede ser presentada en tres formas:
  - Con barras horizontales arriba y abajo de la imagen (letterbox). Se ve toda la imagen pero se pierde tamaño de pantalla. Hay dos formatos de letterbox (13:9 y 14:9) y se usa uno u otro, dependiendo de la parte visible de la imagen observada: cuanto más grande se haga, más se recorta;
  - Ampliando la imagen hasta ocupar toda la pantalla verticalmente, perdiéndose las partes laterales de la imagen;
  - Deformando la imagen para adaptarla a la relación de aspecto de la pantalla. Como en el caso de la relación de 4:3 la geometría es alterada, ya que los círculos se convierten en elipses con su eje mayor orientado verticalmente.

Las adaptaciones pueden ser realizadas por el propio receptor, la cadena de TV que emite la señal o la fuente original. Existen casos en los que se usan dos o más de las técnicas anteriores, como recortar un poco y estirar otro más para encajar la imagen en otro formato. Asimismo, la cadena puede usar técnicas para disimular o aprovechar el espacio normalmente desperdiciado al cambiar de formato, como repetir porciones desenfocadas de la imagen donde aparecerían las barras negras, colocar decoraciones o fondos que correspondan al programa, o en casos más especiales usarlos para mostrar información adicional como el tiempo y las últimas noticias.

#### El PALplus
En Europa occidental, y demás países donde se utiliza el sistema PAL, se desarrolló, con apoyo de la Unión Europea, un formato intermedio entre la alta definición y la definición estándar denominado PALplus pero no logró ser implantado. El PALplus fue una extensión del estándar PAL para transmitir imágenes con relación de 16:9 sin tener que perder resolución vertical. En un televisor con relación de aspecto 4:3, se recibe una imagen con franjas negras en la parte superior e inferior de la misma con 432 líneas activas. Un emisor PALplus enviaba información adicional para rellenar las franjas negras llegando a 576 líneas de resolución vertical. Mediante señales auxiliares que iban en las líneas del intervalo de sincronismo vertical, se indicaba al receptor PALplus si el barrido de la imagen era progresivo o entrelazado. El sistema se amplió con el llamado "Colorplus" que mejoraba la decodificación del color.

#### La digitalización

Televisión Digital Terrestre en el mundo.

A finales de los años 1980 se empezaron a desarrollar sistemas de digitalización. La digitalización en la televisión tiene dos partes bien diferenciadas. Por un lado está la digitalización de la producción y por el otro la de la transmisión.
En cuanto a la producción se desarrollaron varios sistemas de digitalización. Los primeros de ellos estaban basados en la digitalización de la señal compuesta de vídeo que no tuvieron éxito. El planteamiento de digitalizar las componentes de la señal de vídeo, es decir, la luminancia y las diferencias de color, fue el que resultó más idóneo. En un principio se desarrollaron los sistemas de señales en paralelo, con gruesos cables que precisaban de un hilo para cada bit, pronto se sustituyó ese cable por la transmisión multiplexada en tiempo de las palabras correspondientes a cada una de las componentes de la señal, además este sistema permitió incluir el audio, embebiéndolo en la información transmitida, y otra serie de utilidades.
Para el mantenimiento de la calidad necesaria para la producción de TV se desarrolló la norma de Calidad Estudio CCIR-601. Mientras que se permitió el desarrollo de otras normas menos exigentes para el campo de las producciones ligeras (EFP) y el periodismo electrónico (ENG).
La diferencia entre ambos campos, el de la producción en calidad de estudio y la de en calidad de ENG estriba en la magnitud el flujo binario generado en la digitalización de las señales.
La reducción del flujo binario de la señal de vídeo digital dio lugar a una serie de algoritmos, basados todos ellos en la transformada discreta del coseno tanto en el dominio espacial como en el temporal, que permitieron reducir dicho flujo, posibilitando la construcción de equipos más accesibles. Esto permitió el acceso a los mismos a pequeñas empresas de producción y emisión de TV, dando lugar al auge de las televisiones locales.
En cuanto a la transmisión, la digitalización de la misma fue posible gracias a las técnicas de compresión que lograron reducir el flujo a menos de 5 Mbit/s, hay que recordar que el flujo original de una señal de calidad de estudio tiene 270 Mbit/s. Esta compresión es la llamada MPEG-2 que produce flujos de entre 4 y 6 Mbit/s sin pérdidas apreciables de calidad subjetiva.
Las transmisiones de TV digital tienen tres grandes áreas dependiendo de la forma de la misma, aun cuando son similares en cuanto a tecnología. La transmisión se realiza por satélite, cable y vía radiofrecuencia terrestre, ésta es la conocida como TDT.
El avance de la informática, tanto a nivel del hardware como del software, llevaron a sistemas de producción basados en el tratamiento informático de la señal de televisión. Los sistemas de almacenamiento, como los magnetoscopios, pasaron a ser sustituidos por servidores informáticos de vídeo y los archivos pasaron a guardar sus informaciones en discos duros y cintas de datos. Los ficheros de vídeo incluyen los metadatos que son información referente a su contenido. El acceso a la información se realiza desde los propios ordenadores donde corren programas de edición de vídeo, de tal forma que la información residente en el archivo es accesible en tiempo real por el usuario. En realidad, los archivos se estructuran en tres niveles, el on line, para aquella información de uso muy frecuente que reside en servidores de discos duros, el near line, información de uso frecuente que reside en cintas de datos y éstas están en grandes librerías automatizadas, y el archivo profundo donde se encuentra la información que está fuera de línea y precisa de su incorporación manual al sistema. Todo ello está controlado por una base de datos en donde figuran los asientos de la información residente en el sistema.
La incorporación de información al sistema se realiza mediante la denominada función de ingesta. Las fuentes pueden ser generadas ya en formatos informáticos o son convertidas mediante conversores de vídeo a ficheros informáticos. Las captaciones realizadas en el campo por equipos de ENG o EFP se graban en formatos compatibles con el del almacenamiento utilizando soportes diferentes a la cinta magnética, las tecnologías existentes son DVD de rayo azul (de Sony), grabación en memorias RAM (de Panasonic) y grabación en disco duro (de Ikegami).
La existencia de los servidores de vídeo posibilita la automatización de las emisiones y de los programas de informativos mediante la realización de listas de emisión.
La digitalización ha supuesto grandes ventajas para las cadenas y los usuarios. Pues permite disfrutar de una mejor calidad de imagen y sonido y un mayor número de canales producto de la compresión de video y sonido. Asimismo, da a las cadenas y compañías de medios una mayor libertad y poder para producir sus contenidos, como producir y emitir versiones remasterizadas de películas o programas antiguos y una libertad casi absoluta de modificar los contenidos audiovisuales de sus nuevas producciones, desde el clásico croma hasta animaciones digitales o efectos especiales. Sin embargo, esta libertad puede ser problemática para algunos géneros como los programas informativos y documentales, al permitir a los periodistas deshonestos y gobiernos totalitarios alterar los contenidos para adaptarlos a sus intereses. En respuesta, han aparecido en muchos países leyes que regulan la difusión de la información y mecanismos de denuncia ciudadana.

## Tipos de televisión

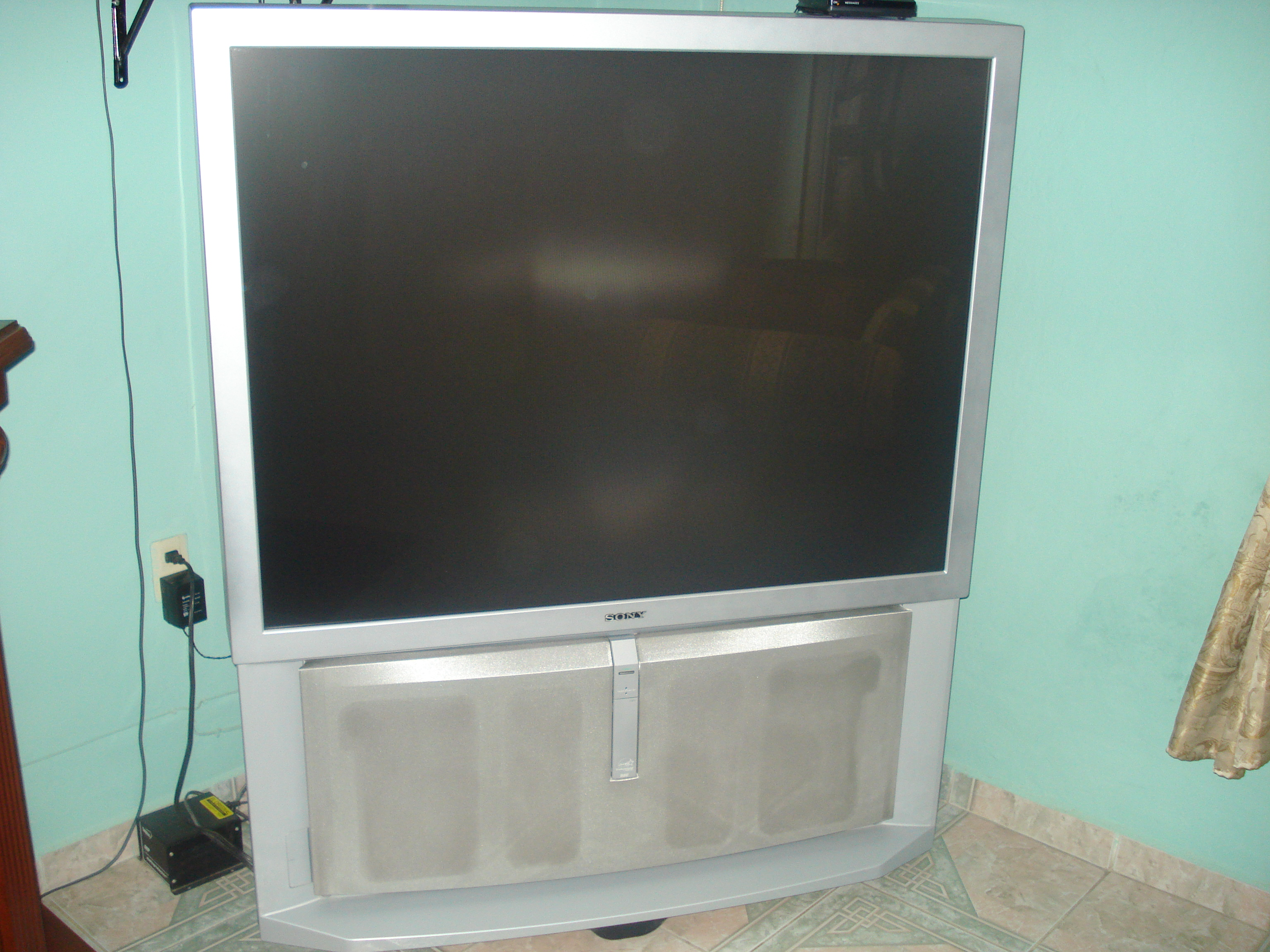
TV analógica Sony.

### Difusión analógica
La televisión hasta tiempos recientes, principios del siglo XXI, fue analógica totalmente y su modo de llegar a los televidentes era mediante el aire con ondas de radio en las bandas de VHF y UHF. Pronto salieron las redes de cable que distribuían canales por las ciudades. Esta distribución también se realizaba con señal analógica, las redes de cable pueden tener una banda asignada, más que nada, para poder realizar la sintonía de los canales que llegan por el aire junto con los que llegan por cable. Su desarrollo depende de la legislación de cada país, mientras que en algunos de ellos se desarrollaron rápidamente, como en Inglaterra y Estados Unidos, en otros como España no han tenido casi importancia hasta que a finales del siglo XX la legislación permitió su instalación.
El satélite, que permite la llegada de la señal a zonas muy remotas y de difícil acceso, su desarrollo, a partir de la tecnología de los lanzamientos espaciales, permitió la explotación comercial para la distribución de las señales de televisión. El satélite realiza dos funciones fundamentales, la de permitir los enlaces de las señales de un punto al otro del orbe, mediante enlaces de microondas, y la distribución de la señal en difusión.
Cada uno de estos tipos de emisión tiene sus ventajas e inconvenientes, mientras que el cable garantiza la llegada en estado óptimo de la señal, sin interferencias de ningún tipo, precisa de una instalación costosa y de un centro que realice la integración de las señales, conocido con el nombre de cabecera. Solo se puede entender un tendido de cable en núcleos urbanos donde la aglomeración de habitantes haga rentable la inversión de la infraestructura necesaria. Otra ventaja del cable es la de disponer de un camino de retorno que permite crear servicios interactivos independientes de otros sistemas (normalmente para otros sistemas de emisión se utiliza la línea telefónica para realizar el retorno). El satélite, de elevado costo en su construcción y puesta en órbita, permite llegar a lugares inaccesibles y remotos. También tiene la ventaja de servicios disponibles para los televidentes, que posibilitan la explotación comercial y la rentabilidad del sistema. La comunicación vía satélite es una de las más importantes en la logística militar y muchos sistemas utilizados en la explotación civil tienen un trasfondo estratégico que justifican la inversión económica realizada. La transmisión vía radio es la más popular y la más extendida. La inversión de la red de distribución de la señal no es muy costosa y permite, mediante la red de reemisores necesaria, llegar a lugares remotos, de índole rural. La señal es mucho menos inmune al ruido y en muchos casos la recepción se resiente. Pero es la forma normal de la difusión de las señales de TV.

### Difusión digital

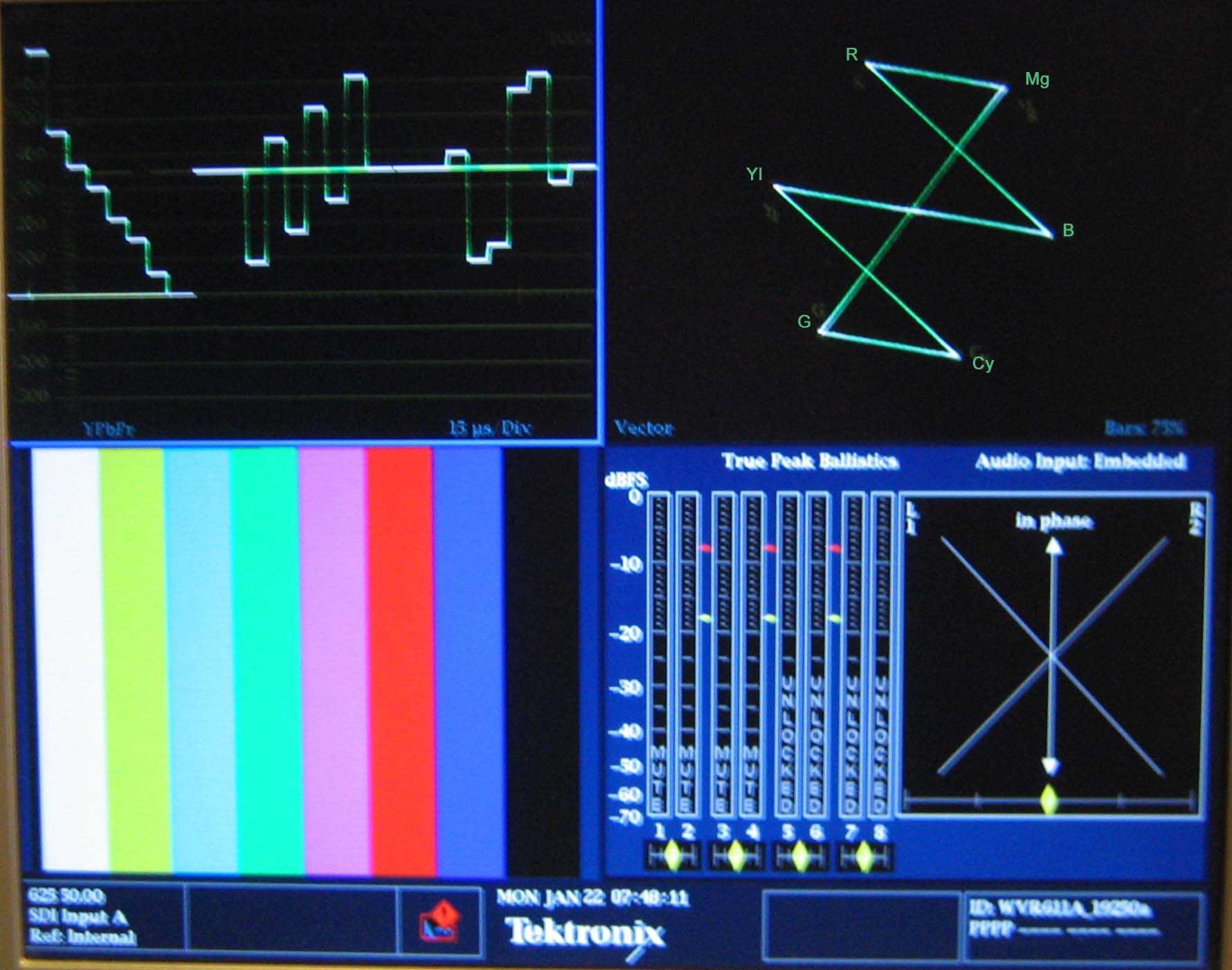
Barras de color EBU en formato YUV.

Estas formas de difusión se han mantenido con el nacimiento de la televisión digital, con la ventaja de que el tipo de señal es muy robusta a las interferencias y la norma de emisión está concebida para una buena recepción. También hay que decir que acompaña a la señal de televisión una serie de servicios extras que dan un valor añadido a la programación y que en la normativa se ha incluido todo un campo para la realización de la televisión de pago en sus diferentes modalidades.
La difusión de la televisión digital se basa en el sistema DVB Digital Video Broadcasting y es el sistema utilizado en Europa, la mayor parte de Asia, África, la mayoría de América del Sur, la mayor parte de Oceanía y Groenlandia. Este sistema tiene una parte común para la difusión de satélite, cable y terrestre. Esta parte común corresponde a la ordenación del flujo de la señal y la parte no común es la que lo adapta a cada modo de transmisión. Los canales de transmisión son diferentes, mientras que el ancho de banda del satélite es grande, el cable y la vía terrestre lo tienen moderado. Los ecos son muy altos en la difusión vía terrestre, mientas que en satélite prácticamente no existen y en el cable se pueden controlar. Las potencias de recepción son muy bajas para el satélite (llega una señal muy débil) mientras que en el cable son altas y por vía terrestre son medias, la misma forma tiene la relación señal-ruido.
Los sistemas utilizados según el tipo de canal son los siguientes, para satélite el DVB-S, para cable el DVB-C y para terrestre (también llamando terrenal) DVB-T. Muchas veces se realizan captaciones de señales de satélite que luego son metidas en cable, para ello es normal que las señales sufran una ligera modificación para su adecuación a la norma del cable.
En Estados Unidos se ha desarrollado un sistema diferente de televisión digital, el ATSC Advanced Television System Committee que mientras que en las emisiones por satélite y cable no difiere mucho del europeo, en la TDT es totalmente diferente. Este sistema es usado en Norteamérica, Corea del Sur y las colonias o territorios influidos por Estados Unidos. Las deficiencias del NTSC han hecho que se unifiquen lo que es televisión digital y alta definición. El peso de las compañías audiovisuales y cinematográficas estadounidenses ha llevado a un sistema de TDT característico en el que no se ha prestado atención alguna a la inmunidad contra los ecos.

#### Televisión terrestre
La difusión analógica por vía terrestre, por radio, está constituida de la siguiente forma; del centro emisor se hacen llegar las señales de vídeo y audio hasta los transmisores principales situados en lugares estratégicos, normalmente en lo alto de alguna montaña dominante. Estos enlaces se realizan mediante enlaces de microondas punto a punto cuando se trata de una unión local. Si se trata de una cadena nacional, la emisora principal emite su programación hacia un satélite, que luego es devuelta a la tierra para ser recibida por los transmisores, que pueden agregarle contenidos locales como noticias y programas de la región. Los transmisores principales cubren una amplia zona que se va rellenando, en aquellos casos que haya sombras, con reemisores. La transmisión se realiza en las bandas de UHF y VHF, aunque esta última está prácticamente extinguida, ya que en Europa se ha designado a la aeronáutica y a otros servicios como la radio digital. Eso sí, debido a que es señal por el aire, aún hay interferencias y obstáculos.
La difusión de la televisión digital vía terrestre, conocida como TDT se realiza en la misma banda de la difusión analógica. Los flujos de transmisión se han reducido hasta menos de 6 Mb/s lo que permite la incorporación de varios canales. Lo normal es realizar una agrupación de cuatro canales en un Mux el cual ocupa un canal de la banda (en analógico un canal es ocupado por un programa). La característica principal es la forma de modulación. La televisión terrestre digital dentro del sistema DVB-T utiliza para su transmisión la modulación OFDM Orthogonal Frecuency Division Multiplex que le confiere una alta inmunidad a los ecos, aun a costa de un complicado sistema técnico. La OFDM utiliza miles de portadoras para repartir la energía de radiación, las portadoras mantienen la ortogonalidad en el dominio de la frecuencia. Se emite durante un tiempo útil al que sigue una interrupción llamada tiempo de guarda. Para ello todos los transmisores deben estar síncronos y emitir en paralelo un bit del flujo de la señal. El receptor recibe la señal y espera el tiempo de guarda para procesarla, en esa espera se desprecian los ecos que se pudieran haber producido. La sincronía en los transmisores se realiza mediante un sistema de GPS.
La televisión digital terrestre en los EE. UU., utiliza la norma ATSC Advanced Television System Committee que deja sentir la diferente concepción respecto al servicio que debe tener la televisión y el peso de la industria audiovisual y cinematográfica estadounidense. La televisión norteamericana se ha desarrollado a base de pequeñas emisoras locales que se unían a una retransmisión general para ciertos programas y eventos, al contrario que en Europa, donde han primado las grandes cadenas nacionales. Esto hace que la ventaja del sistema europeo que puede crear redes de frecuencia única para cubrir un territorio con un solo canal no sea apreciada por los norteamericanos. El sistema americano no ha prestado atención a la eliminación del eco. La deficiencia del NTSC es una de las causas de las ansias para el desarrollo de un sistema de TV digital que ha sido asociado con el de alta definición.
EL ATSC estaba integrado por empresas privadas, asociaciones e instituciones educativas. La FCC Federal Communication Commission aprobó la norma resultante de este comité como estándar de TDT en EE. UU. el 24 de diciembre de 1996. Plantea una convergencia con los ordenadores poniendo énfasis en el barrido progresivo y en el píxel cuadrado. Han desarrollado dos jerarquías de calidad, la estándar (se han definido dos formatos, uno entrelazado y otro progresivo, para el entrelazado usan 480 líneas activas a 720 píxeles por línea y el progresivo 480 líneas con 640 píxeles por línea, la frecuencia de cuadro es la de 59,94 y 60 Hz y el formato es de 16/9 y 3/4) y la de alta definición (en AD tienen dos tipos diferentes uno progresivo y otro entrelazado, para el primero se usan 720 líneas de 1280 píxeles, para el segundo 1080 líneas y 1920 píxeles por línea a 59,94 y 60 cuadros segundo y un formato de 16/9 para ambos). Han desarrollado dos jerarquías de calidad, la estándar y la de alta definición. Utiliza el ancho de banda de un canal de NTSC para la emisión de televisión de alta definición o cuatro en calidad estándar.
Los sistemas de difusión digitales están llamados a sustituir a los analógicos, se prevé que se dejen de realizar emisiones en analógico, en Europa estaba previsto el apagón analógico para el 2012 y en EE. UU. se ha decretado el 17 de febrero de 2009 como la fecha límite en la que todas las estaciones de televisión dejen de transmitir en sistema analógico y pasen a transmitir exclusivamente en sistema digital. El 8 de septiembre de 2008 al mediodía se realizó la primera transición entre sistemas en el poblado de Wilmington, Carolina del Norte.

### Televisión por cable
La televisión por cable surge por la necesidad de llevar señales de televisión y radio, de índole diversa, hasta el domicilio de los abonados, sin necesidad de que estos deban disponer de diferentes equipos receptores, reproductores y sobre todo de antenas.
Precisa de una red de cable que parte de una «cabecera» en donde se van embebiendo, en multiplicación de frecuencias, los diferentes canales que tienen orígenes diversos. Muchos de ellos provienen de satélites y otros son creados ex profeso para la emisión por cable.
La ventaja del cable es la de disponer de un canal de retorno, que lo forma el propio cable, que permite el poder realizar una serie de servicios sin tener que utilizar otra infraestructura. Otra ventaja es la facilidad y el bajo costo de distribuir la señal hacia más de un televisor para que varias personas consuman contenidos distintos a la vez. Esto lo hace atractivo para los hogares con dos o más televisores.
La dificultad de tender la red de cable en lugares de poca población hace que solamente los núcleos urbanos y semiurbanos tengan acceso a estos servicios.
La transmisión digital por cable está basada en la norma DVB-C, muy similar a la de satélite, y utiliza la modulación QAM.

### Televisión por satélite
La difusión vía satélite se inició con el desarrollo de la industria espacial, que permitió poner en órbita geoestacionaria satélites con transductores que emiten señales de televisión que son recogidas por antenas parabólicas.
El alto coste de la construcción y puesta en órbita de los satélites, así como la vida limitada de los mismos, se ve aliviado por la posibilidad de la explotación de otra serie de servicios, como son los enlaces punto a punto para cualquier tipo de comunicación de datos. No es desdeñable el uso militar de los mismos, aunque parte de ellos sean de aplicaciones civiles, ya que buena parte de la inversión está realizada con presupuesto militar.
La ventaja de llegar a toda la superficie de un territorio concreto, facilita el acceso a zonas muy remotas y aisladas. Asimismo, hace la instalación del servicio más barata y sencilla que la del cable. Esto hace que los programas de televisión lleguen a todas partes. La relativa facilidad de instalación también ha permitido a los proveedores ofrecer su servicio bajo el esquema de prepago sin necesidad de que los suscriptores se comprometan en contratos con plazos obligatorios.
La transmisión vía satélite digital se realiza bajo la norma DVB-S, la energía de las señales que llegan a las antenas es muy pequeña, aunque el ancho de banda suele ser muy grande.

### Televisión IP (IPTV)
El desarrollo de redes IP administradas, basadas en accesos de los clientes a las mismas mediante XDSL o fibra óptica, que proporcionan gran ancho de banda, así como el aumento de las capacidades de compresión de datos de los algoritmos tipo MPEG, ha hecho posible la distribución de la señal de televisión de forma digital encapsulada en mediante tecnología IP.
Han surgido así, a partir del año 2003, plataformas de distribución de televisión IP (IPTV) soportadas tanto en redes del tipo XDSL, o de fibra óptica para visualización en televisor, como para visualización en computadoras y teléfonos móviles.
Es frecuente emplear de forma equivocada el término IPTV para con cualquier servicio de vídeo que utiliza el Protocolo de Internet IP. En términos formales debe utilizarse únicamente para redes gestionadas de IP. No es el caso de una red de tipo "best-effort" como Internet.

### La televisión de 3D
La visión estereoscópica o estereovisión es una técnica ya conocida y utilizada en la fotografía de principios del siglo XX. A finales de ese mismo siglo el cine en 3D, en tres dimensiones, era ya habitual y estaba comercializado y se llegaron a hacer pruebas de TV estereoscópica en la década de 1920.
A finales de la primera década del siglo XXI comienzan a verse los primeros sistemas comerciales de televisión en 3D basados en la captación, transmisión y representación de dos imágenes similares desplazadas la una respecto a la otra y polarizadas. Aunque se experimentó algún sistema sin que se necesitaran gafas con filtros polarizados para ver estas imágenes en tres dimensiones, como el de la casa Philips, los sistemas existentes, basados en el mismo principio que el cine en 3D, precisan de la utilización de filtros de color, color rojo para el ojo derecho y cian para el ojo izquierdo.
El sistema de captación está compuesto por dos cámaras convencionales o de alta resolución debidamente adaptadas y sincronizadas, controlando los parámetros de convergencia y separación, así como el monitoreado de las imágenes captadas para poder corregir en tiempo real los defectos propios del sistema. Normalmente, se realiza una grabación y una posterior postproducción en donde se corrigen los defectos inherentes a este tipo de producciones (aberraciones, diferencias de colorimetría, problemas de convergencia, etc.).

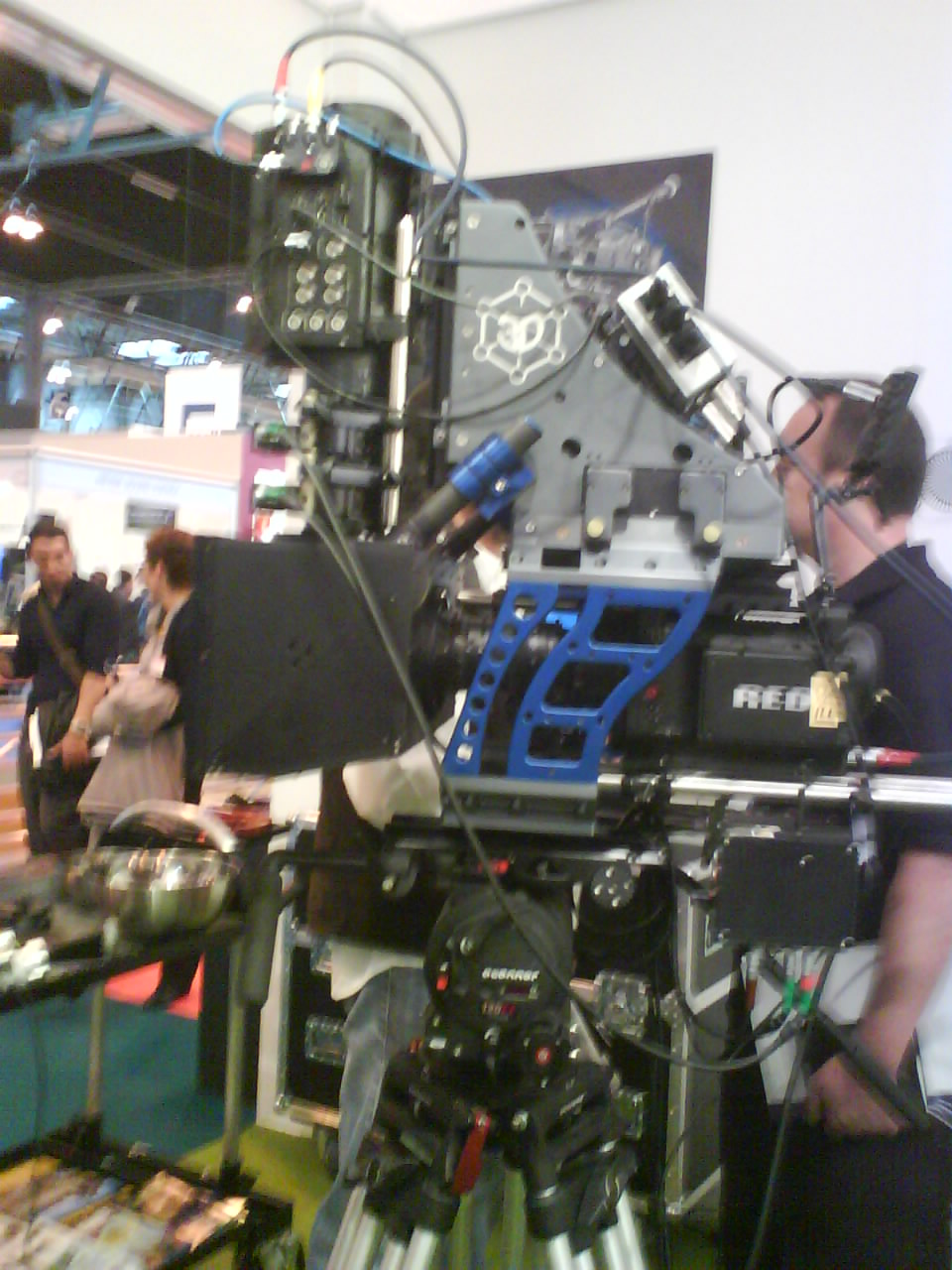
Cámara de TV en 3D. Disposición vertical.
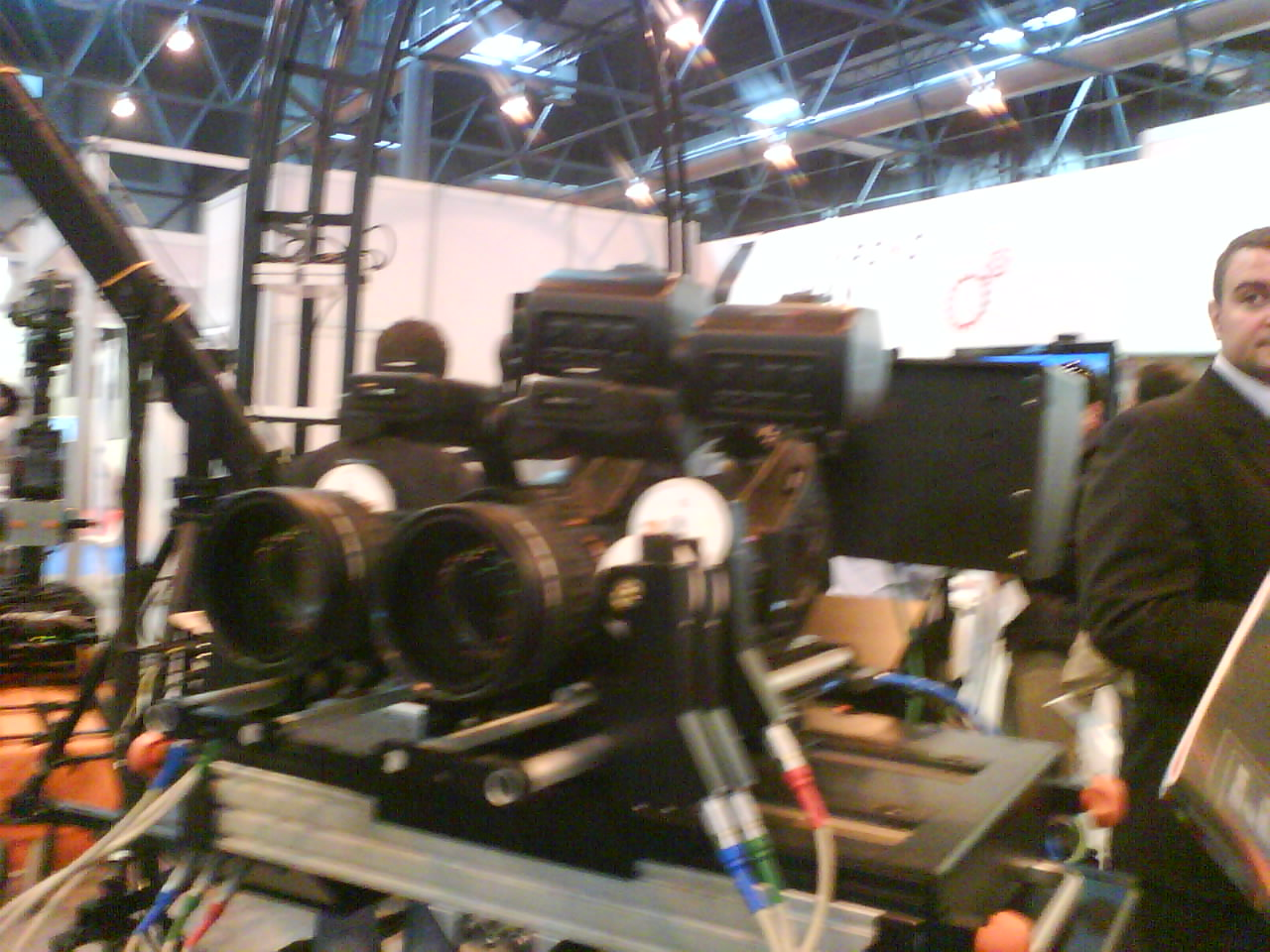
Vista frontal de una cámara de TV en 3D.
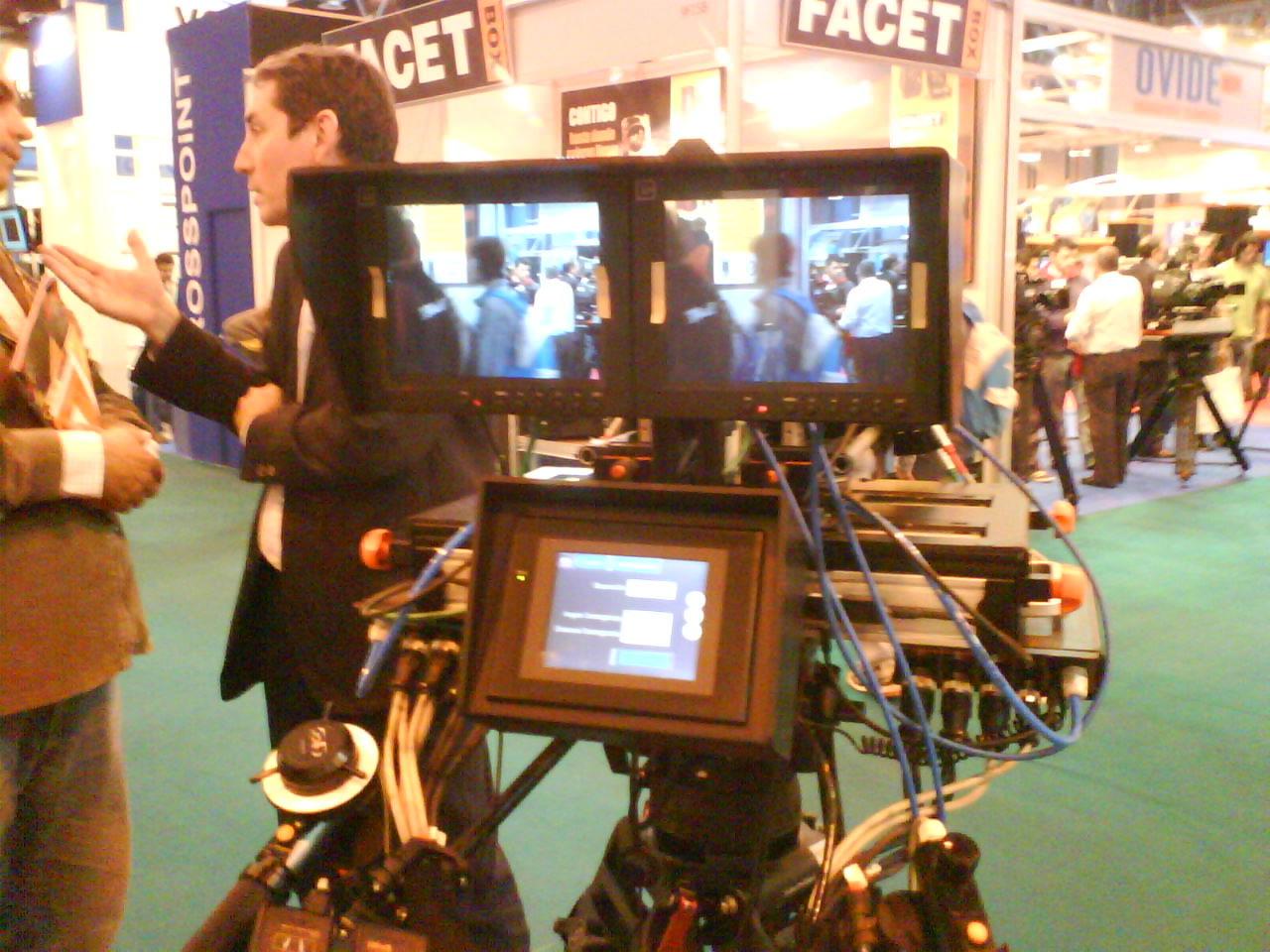
Vista trasera de una cámara de TV en 3D.
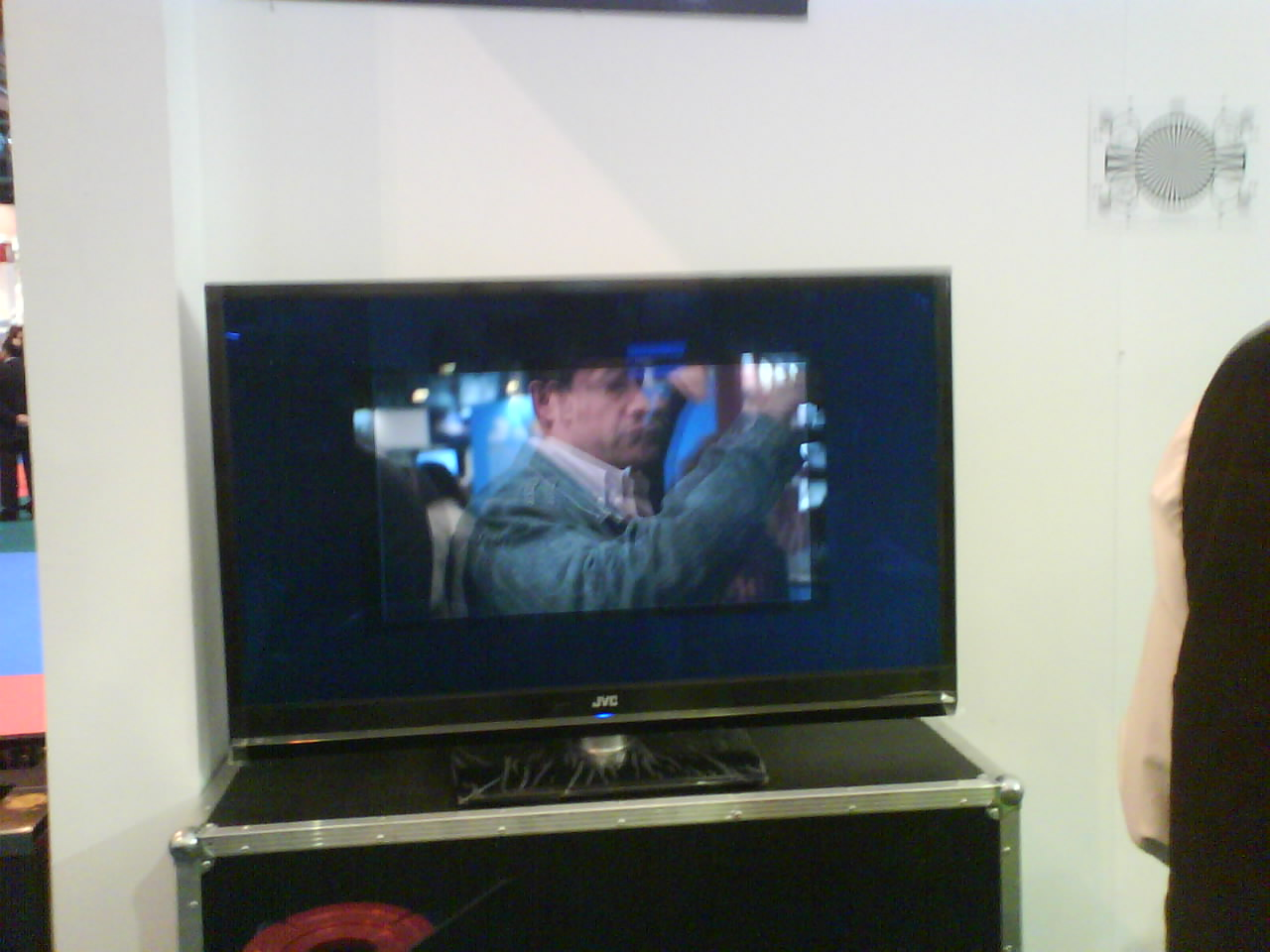
Imagen de TV en 3D en una pantalla de TV.

### Ultra alta definición 4K, 8K y 16K

Comparación de las resoluciones 16K, 8K, 4K, HD y SD.

Es el sucesor de la alta definición, que permite una mayor definición al permitir, al menos, el doble de líneas comparada con su predecesor, logrando una imagen más detallada. Fue propuesta por la televisora japonesa NHK.
La tecnología UHDV proporciona una imagen cuya resolución es 16 veces superior a la alta definición (1920x1080), y hasta 75 veces superior al sistema PAL (720x576).
La tecnología UHDTV básica cuenta con 7680 píxeles por línea horizontal y 4320 píxeles por columna vertical (resolución de 7680x4320), es decir, más de 33 millones de píxeles. Comparada con los 1080 píxeles por columna vertical del HDTV y sus poco más de dos millones de píxeles, mejora en dieciséis veces la nitidez de la imagen y también la experiencia con los nuevos sistemas digitales de entretenimiento, como las consolas de videojuegos. Actualmente, compañías como Samsung fabrican teléfonos que pueden grabar en este formato, la mayoría de los grandes fabricantes de televisores ya venden modelos con esta tecnología, YouTube ya lo admite para sus videos y las películas se distribuyen en discos Blu-Ray Ultra HD.

## Tipos de televisores
Se conoce como televisor al aparato electrodoméstico destinado a la recepción de la señal de televisión. Suele constar de un sintonizador y de los mandos y circuitos necesarios para la conversión de las señales eléctricas, bien sean analógicas o digitales, en representación de las imágenes en movimiento en la pantalla y el sonido por los altavoces. Muchas veces hay servicios asociados a la señal de televisión que el televisor debe procesar, como el teletexto o el sistema NICAM de audio.
Desde los receptores mecánicos hasta los modernos televisores planos ha habido todo un mundo de diferentes tecnologías. Hasta hace poco, el Tubo de rayos catódicos fue la tecnología dominante al proporcionar una alta calidad de imagen a un precio reducido. Sin embargo, actualmente está siendo desplazada por tecnologías más modernas como LCD, plasma, o led y otras que ofrecen una mayor definición, diseños más delgados y modernos y un menor consumo energético.
A medida que el apagón analógico va transcurriendo en el mundo, comienzan a proliferar los televisores, decodificadores, antenas y otras tecnologías diseñadas para la nueva señal digital.
Algunos tipos de televisores
- Televisor blanco y negro: la pantalla solo muestra imágenes en blanco y negro.
- Televisor en color: la pantalla es apta para mostrar imágenes en color. (Puede ser CRT o cualquier otra tecnología).
- Televisor pantalla LCD: plano, con pantalla de cristal líquido (o LCD).
- Televisor pantalla de plasma: plano, usualmente se usa esta tecnología para formatos de mayor tamaño.
- Televisor LCD led: Plano, con una pantalla LCD iluminada por luces led.
- Televisor OLED: Usa luces led orgánicas para producir la imagen. Sus ventajas son colores más brillantes y un contraste igual o mejor que el proporcionado por el CRT. Su desventaja por ahora (2018) es su alto costo.
- Televisor: QLED: Desarrollado por Samsung que emplea una nueva clase de luces led, inorgánicas, para lograr mejores colores y contraste, así como lograr un resultado perfecto sin importar el ángulo de visión.
- Televisor Holográfico: Proyector que proyecta una serie de imágenes en movimiento sobre una pantalla transparente.

Durante una conferencia de prensa en Berlín, dentro de la feria de muestras industriales y electrónica de consumo IFA 2009, Sony anunció sus planes de presentar avances en la experiencia de visualización 3D para los hogares. Sony se refiere a la tecnología 3D de algunos de sus televisores, como BRAVIA, que además de su pantalla LCD incorporaría un sistema para reproducir contenidos en alta definición, las imágenes 3D se verían mediante unas gafas especiales o sin estas.[cita requerida]
Asimismo, actualmente otro de los componentes en lo que los fabricantes actualmente ponen especial énfasis son los microprocesadores, que les permite a los televisores nuevos tomar la mejor ventaja posible de las tecnologías anteriormente citadas, consiguiendo colores más realistas, imágenes más uniformes, reducción de ruido automática, escalado y restauración de fuentes de menor definición, reducción de ruido y más prestaciones dependiendo del procesador. Los más conocidos son X1 Extreme de Sony, α9 de LG Electronics, MT5598 de MediaTek y la serie 8000 de Philips.

### Funcionalidades
Algunos televisores incluyen funcionalidades como:
- Modo hotel:[33] bloquea el acceso al menú, para que no se pueda cambiar nada, como descolocar o borrar canales, además de limitar el volumen para que no suba demasiado. También se pueden agregar canales especiales de los hoteles, para ayuda o servicio al cliente.
- Televisión inteligente: Permite ver contenidos disponibles en Internet como videos y servicios bajo demanda como Netflix y YouTube, así como manejar aplicaciones y juegos. Los modelos más exitosos usan sistemas estandarizados que permiten una mayor variedad y compatibilidad de usos como Android TV.
- Grabador de video digital: Algunos modelos incluyen un grabador y un disco duro o la capacidad de usar memoria flash para registrar la programación, como grabar programas para verlos después, mostrar un programa y grabar otro de forma simultánea o manejar la pausa en vivo que permite pausar un programa para continuarlo después sin interrupciones. Incluso permite saltarse los comerciales u otros fragmentos no deseados.
- Control paterno: Los televisores con esta característica leen la información de clasificación de edad incrustada en la señal de TV para ser configurados para bloquear cualquier contenido que exceda la clasificación máxima designada como límite o coincida con contenidos marcados como inapropiados a menos que un padre o tutor introduzca la contraseña o clave.

## Presente y futuro
Actualmente el futuro de la televisión es incierto, la llegada de nuevas plataformas tecnológicas, la atomización del mercado de la pauta publicitaria, la dispersión de las audiencias y los avances tecnológicos que desbordan los límites de los sentidos humanos, representan una amenaza latente sobre el incierto futuro de la industria televisiva, que si bien en la actualidad representa una porción muy importante de la economía global de servicios, su rol al interior de las industrias culturales podría sufrir importantes transformaciones en los próximos años.

###### Perspectivas de Industria

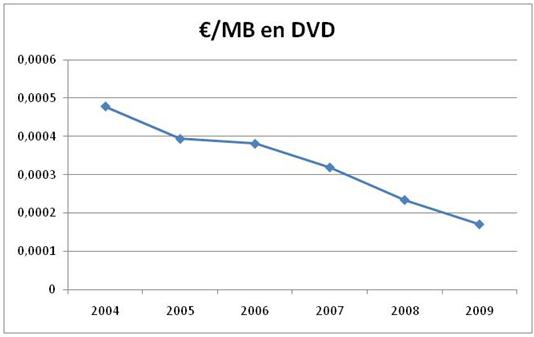
Coste por MB en DVD.

La consolidación de las denominadas plataformas OTT (Over The Top) para la distribución de contenidos a través de Internet, representó un importante punto de inflexión para la televisión tradicional, ya que introdujo nuevos esquemas de consumo y distribución de los contenidos audiovisuales, ampliando la oferta de plataformas de consumo, creando nuevos modelos comerciales dentro de las denominadas industrias culturales y mejorando exponencialmente la experiencia para los usuarios, especialmente a través del Vídeo bajo demanda, que permite un consumo a la carta mediante catálogos de títulos, de tal forma que el usuario puede disfrutar a voluntad los contenidos audiovisuales, rompiendo así con la hegemonía de la linealidad como única estrategia de distribución.
Las nuevas ventanas de consumo creadas por las plataformas OTT han desencadenado especulaciones por parte de diversos sectores de la sociedad, que sugieren la posible extinción de la televisión en los próximos años, a medida que las nuevas plataformas crecen en audiencias y se fortalecen económicamente, incluso Reed Hastings, CEO de Netflix, asegura que la televisión se acabará antes de 2030.

Para el experto Gabriel Levy, la evidencia académica recabada hasta el momento, permite observar que el consumo lineal de contenidos, siguen siendo una práctica sociocultural arraigada en públicos adultos, especialmente aquellos que crecieron con la televisión como principal medio de comunicación en sus hogares, por lo que el consumo audiovisual sincrónico, que ocurre cada semana o cada día a la hora pactada por el canal, sigue siendo importante y se conjuga de manera complementaria con el consumo de video bajo demanda, en lo que ha denominado una "convulsa pero emocionante era de la televisión".

"No es posible determinar con certeza académica, si la televisión tradicional morirá en los próximos años o décadas, sin embargo en el presente, la evidencia muestra que ´La Televisión Tradicional´ sigue siendo una modalidad de consumo de contenidos audiovisuales arraigada en muchas prácticas culturales, lo cual se explica desde múltiples perspectivas: Por un lado existe un fuerte arraigo en los hábitos de consumo de muchas generaciones que crecieron con la televisión y que aún la siguen consumiendo, de otro lado el lento crecimiento de la conectividad en zonas rurales y por último la Televisión evita la carga cognitiva de tomar decisiones sobre el contenido que se consume, dado que alguien tomó esa decisión previamente".

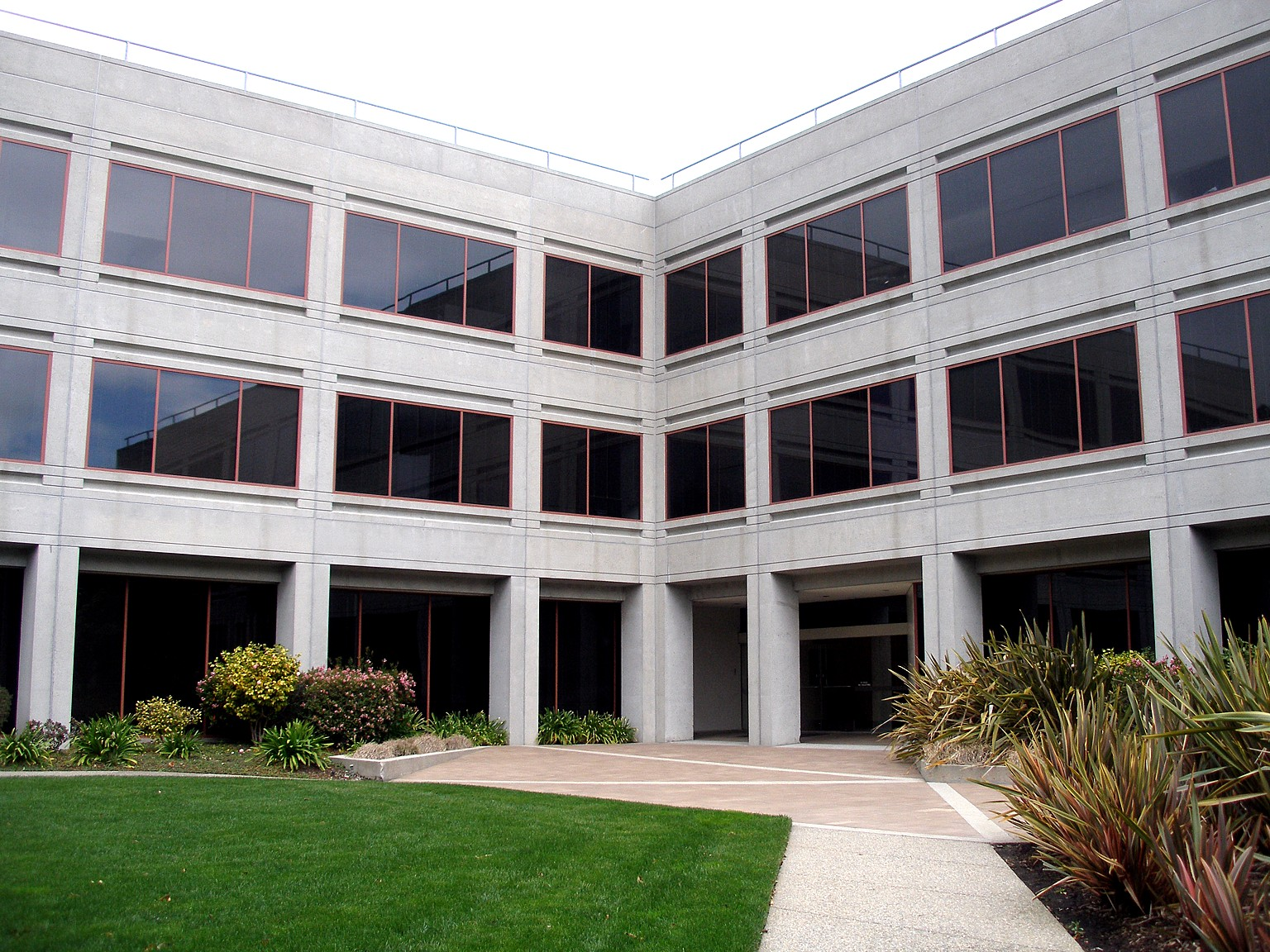
Oficinas de YouTube, en San Bruno, California.

Toby Miller coincide con esta mirada, afirmando que el poder institucional de la televisión permanece, aunque muchos lo consideren cosa del pasado. Para Miller, la continuidad de la industria televisiva se percibe en la producción de programas y en la publicidad: destacan que mucha de la producción de contenidos distribuidos por internet sigue siendo básicamente televisión, que las cadenas de TV tradicionales (señal abierta o cable) siguen siendo fundamentales para el mercado del streaming. En resumen, apunta en su libro Television Studies: The Basics (Los fundamentos de los estudios sobre la televisión, 2011), la gente sigue viendo televisión e incluso en cantidades más importantes que en otras décadas, lo único que ha cambiado es cómo se distribuyen los contenidos.
Michael Wolff en su libro: Television is the New Television (La televisión es la nueva televisión, 2015), en lugar de potenciar las características interactivas propias de internet, las plataformas de vídeo bajo demanda decidieron favorecer estructuras, narrativas y estéticas ya establecidas por la industria televisiva. De la misma forma, argumenta que las plataformas de streaming trasladaron a las pantallas de computadora y teléfono comportamientos, valores, esquemas y experiencias de la industria televisiva -como la visualización pasiva de contenidos-, haciendo que lo que hasta ese momento se consideraban herramientas interactivas y de flujo bidireccional de información, en algo más parecido a la televisión.
Por ahora, los puntos que ofrece la televisión, además de una mejor calidad de audio y vídeo, frente al vídeo bajo demanda, es la posibilidad de poder consumirla sin necesidad de contratar ninguna conexión ni pagar cuotas periódicas; además de servir (igual que la radio) para la transmisión de noticias urgentes o avisos en casos de emergencia en los que las conexiones de Internet no funcionen correctamente o sean inconvenientes. Además, existen datos que demuestran que todavía es un medio atractivo para las nuevas generaciones de niños y jóvenes, y otros que demuestran que las ventas de los televisores HD entran en descenso a medida que se popularizan los nuevos televisores UHD.

#### Perspectivas tecnológica
La situación tecnológica es bastante similar a la de las cámaras de teléfonos celulares. Las limitaciones del ojo humano, los problemas económicos heredados de La Gran Recesión y las consecuencias de la crisis provocada por la pandemia de COVID-19 limitan la capacidad de compra de los consumidores. En el caso de las cámaras de los teléfonos, los fabricantes usan la medida de los megapixeles como técnica de mercadotecnia. Sin embargo, en la realidad también importa la calidad del sensor para obtener colores y un contraste aceptables. Además en muchos casos, la diferencia de definición es demasiado sutil para ser captada por el ojo humano. También las limitaciones técnicas y económicas podrían afectar la utilidad de la resolución extra. Por ejemplo, si se sube la foto a un servicio de red social, puede ser escalada y comprimida para ahorrar almacenamiento y ancho de banda pero la mayoría de sus usuarios lo consideran aceptable al usar computadoras y teléfonos de bajo costo para contemplarla.

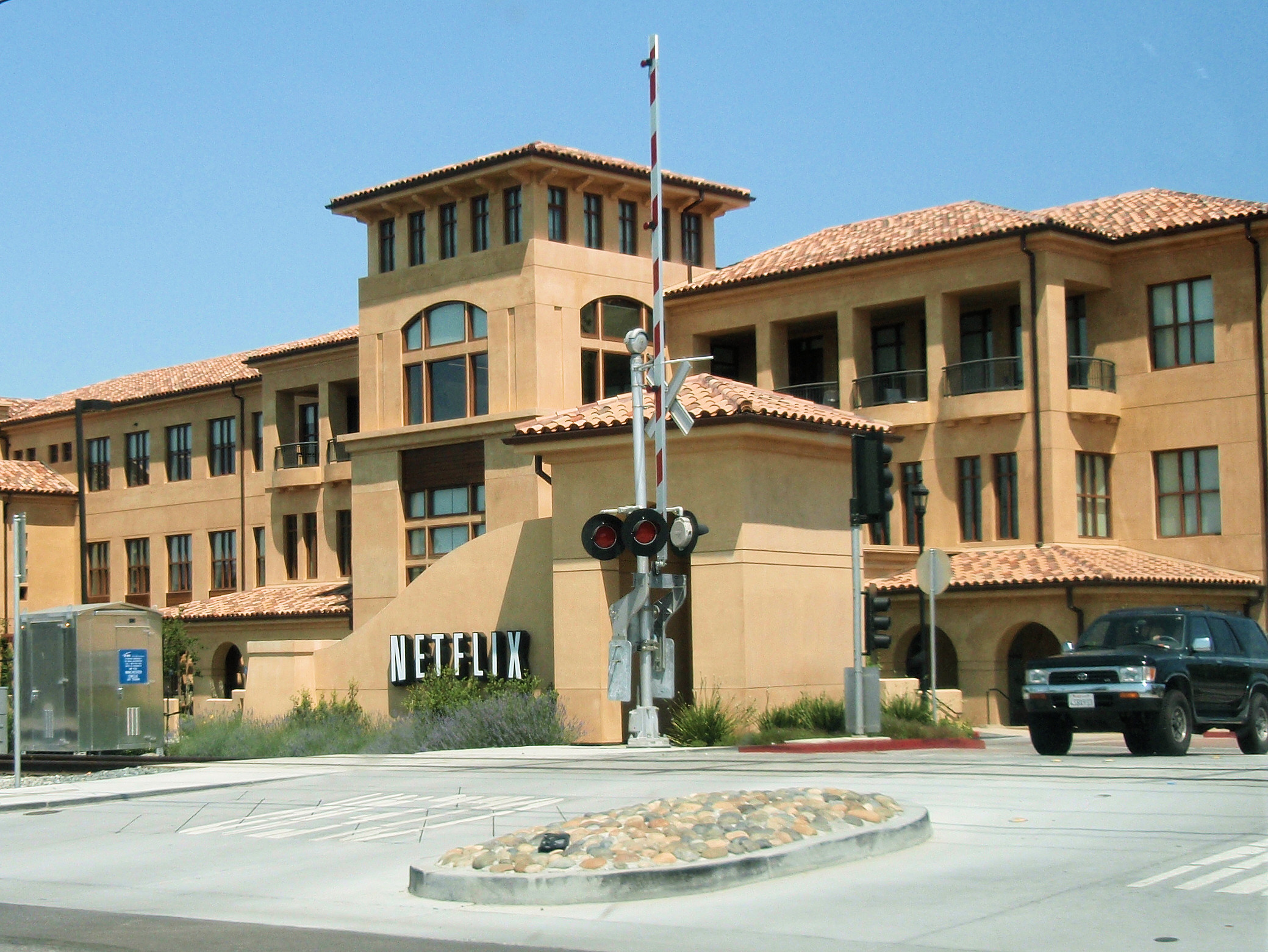
Oficina central de Netflix en Los Gatos, California.

Estas consideraciones también aplican a la televisión. Las personas con televisores HD o UHD no siempre consumen contenido de estas resoluciones. Esto se debe a que en muchos casos, el ojo humano no puede distinguir la diferencia entre estas calidades a menos que se contemple el contenido desde una distancia reducida o se compre un televisor de un enorme tamaño. Además la velocidad de las conexiones a Internet y la economía personal también influyen en estas decisiones. Por ejemplo, muchos siguen adquiriendo sus películas en DVD o rentándolas en Internet en versión convencional a pesar de poseer televisores HD o UHD por dos motivos: Sus conexiones a Internet no son lo suficientemente veloces para manejar las grandes cantidades de datos manejadas por los nuevos formatos y el precio de compra o renta suele ser mucho más bajo (usualmente al grado de poder comprar varios DVD por el precio de unos cuantos Blu-Ray y un solo disco Blu-Ray Ultra HD). Además el éxito de los servicios y aplicaciones de video como YouTube y TikTok han modificado las expectativas de la audiencia que hoy en día prefiere contenidos más variados y atractivos en lugar de mayores resoluciones.
Muchos servicios ya ofrecen contenidos en HD y UHD, sin embargo en la práctica su calidad se queda por detrás de lo que ofrecen las transmisiones de televisión digital terrestre, los discos Blu-Ray y Blu-Ray Ultra HD debido a las limitaciones del ancho de banda de las conexiones de muchos usuarios. Por ejemplo, para igualar la calidad de los discos y transmisiones convencionales se debería contar con un mínimo de 20 Mbps en la conexión. Y un mínimo de 50 Mbps para permitir consumir los contenidos y dejar que los demás usen la conexión al mismo tiempo sin retrasos ni saturaciones.

#### Perspectivas de consumo
La aparición de nuevas plataformas y modelos de distribución de contenidos, apalancados por el fenómeno de la convergencia, han dado lugar a nuevas formas de consumo audiovisuales híbridas, que han propiciado la migración de los modelos y esquemas de distribución y visualización, los cuales parecieran fluir libremente entre tantas combinaciones posibles sea posible imaginar, de tal forma que los servicios de Streaming retoman aspectos de la televisión, mientras los medios tradicionales migran sus contenidos a plataformas en línea y la interactividad se consolida en múltiples universos mediáticos.
Dentro del amplio universo de nuevos modelos narrativos, es posible observar como algunos canales de televisión tradicional crean webisodes en YouTube, breves capítulos de cinco minutos de duración cuya trama está relacionada con la serie original de la cual se derivan, que son distribuidos exclusivamente en Internet. Estos episodios surgieron inicialmente en Estados Unidos como un método alternativo, tras la huelga de guionistas en Hollywood de 2007-2008, para llegar a una audiencia verdaderamente global. Posteriormente medios de todo el mundo incorporaron estos modelos, como por ejemplo "Qué vida más triste", que fue transmitido por el canal de España La Sexta.
Esta hibridación de plataformas ha demostrado que algunos contenidos que en la pantalla televisiva no han tenido éxito, posteriormente en plataformas OTT pueden convertirse en un referente, tal y como ocurrió recientemente con la serie La Casa de Papel, que en la pantalla de televisión pasó sin mayor gloria, pero que se convirtió en Netflix en la serie de Habla hispana más vista globalmente, o el programa "The Greatest Dancer" de la cadena británica BBC cuya cuenta de TikTok ha sido más exitosa que en la pantalla de Televisión.
Las cadenas también han empezado a utilizar los teléfonos móviles para impulsar la televisión en vivo a través de la visualización de las aplicaciones móviles, publicidad, televisión social, y televisión móvil. Se estima que el 86% de los estadounidenses utilizan sus teléfonos móviles mientras ve la televisión.

### Emisiones televisivas populares
- Contenedor televisivo
- Informativo televisivo
- Comedia
- Late show
- Programa de concurso
- Revista televisiva
- Reality show
- Serie de televisión
- Animación
- Documental
- Cine
- Telenovela
- Deportes

### Emisoras de televisión destacadas a nivel internacional
- Paramount Global
- BBC
- Warner Bros. Discovery
- The Walt Disney Company
- Comcast
- Sony
- Fox Corporation
- TV Asahi
- TV Tokyo
- NHK
- RT
- DW

### Emisoras notables de los países de habla hispana
- Telefe
- Televisión Pública (Argentina)
- Canal 13 (Argentina)
- Atresmedia
- Mediaset España
- RTVE
- Mediapro
- Grupo Televisa
- TV Azteca
- Caracol Televisión
- Canal RCN
- Televisión Nacional de Chile
- Canal 13 (Chile)
- Chilevisión
- Mega (Chile)
- Latina Televisión
- América Televisión (Perú)
- Sistema Nacional de Televisión (Paraguay) (SNT)
- Telefuturo
- Canal 10 Uruguay
- Canal 4 Uruguay
- Teleamazonas
- Ecuavisa
- Telecorporación Salvadoreña
- Venevisión

### Emisoras notables de Brasil
- Grupo Globo
- SBT
- RecordTV

### Mayores fabricantes de televisores
- Samsung
- Sony
- LG Electronics
- Panasonic
- Sharp Corporation
- RCA
- Philips
- Hisense
- TCL Electronics
- Haier
- Hitachi
- Grundig
- Telefunken